# Super Aguri Formula 1 Team
Vous lisez un « article de qualité » labellisé en 2009.
Super Aguri Formula 1 Team était une écurie japonaise de Formule 1 engagée en championnat du monde de 2006 à 2008. L'équipe, fondée par l'ancien pilote Aguri Suzuki, avait son siège social à Tokyo au Japon et était basée à Leafield au Royaume-Uni dans les locaux de l'ancienne écurie de Formule 1 Arrows. Super Aguri a été créée en urgence avec le soutien de Honda afin d'assurer un volant de titulaire au pilote Takuma Satō, très populaire au Japon mais licencié par l'écurie Honda fin 2005.
En raison de graves difficultés financières, Super Aguri a été contrainte de cesser son activité à l'issue du Grand Prix d'Espagne 2008 pendant sa troisième saison d'engagement dans la discipline-reine.
Super Aguri a pris le départ de trente-neuf Grands Prix de Formule 1 et couvert 17 587 kilomètres en course, soit 3 570 tours. Takuma Satō, le pilote à l'origine de la création de l'équipe, a inscrit tous les points de l'écurie (quatre) qui ont permis en 2007 à Super Aguri d'obtenir son meilleur classement au championnat du monde des constructeurs avec une neuvième place finale. La meilleure qualification d'une Super Aguri est une dixième place sur la grille lors du Grand Prix d'Australie en 2007 et son meilleur résultat est une sixième place obtenue par Satō au Grand Prix du Canada 2007.

## Satō, Honda et l'engouement japonais à l'origine de la création de l'écurie

### Takuma Satō, pilote choyé par Honda, suscite l'engouement du public japonais

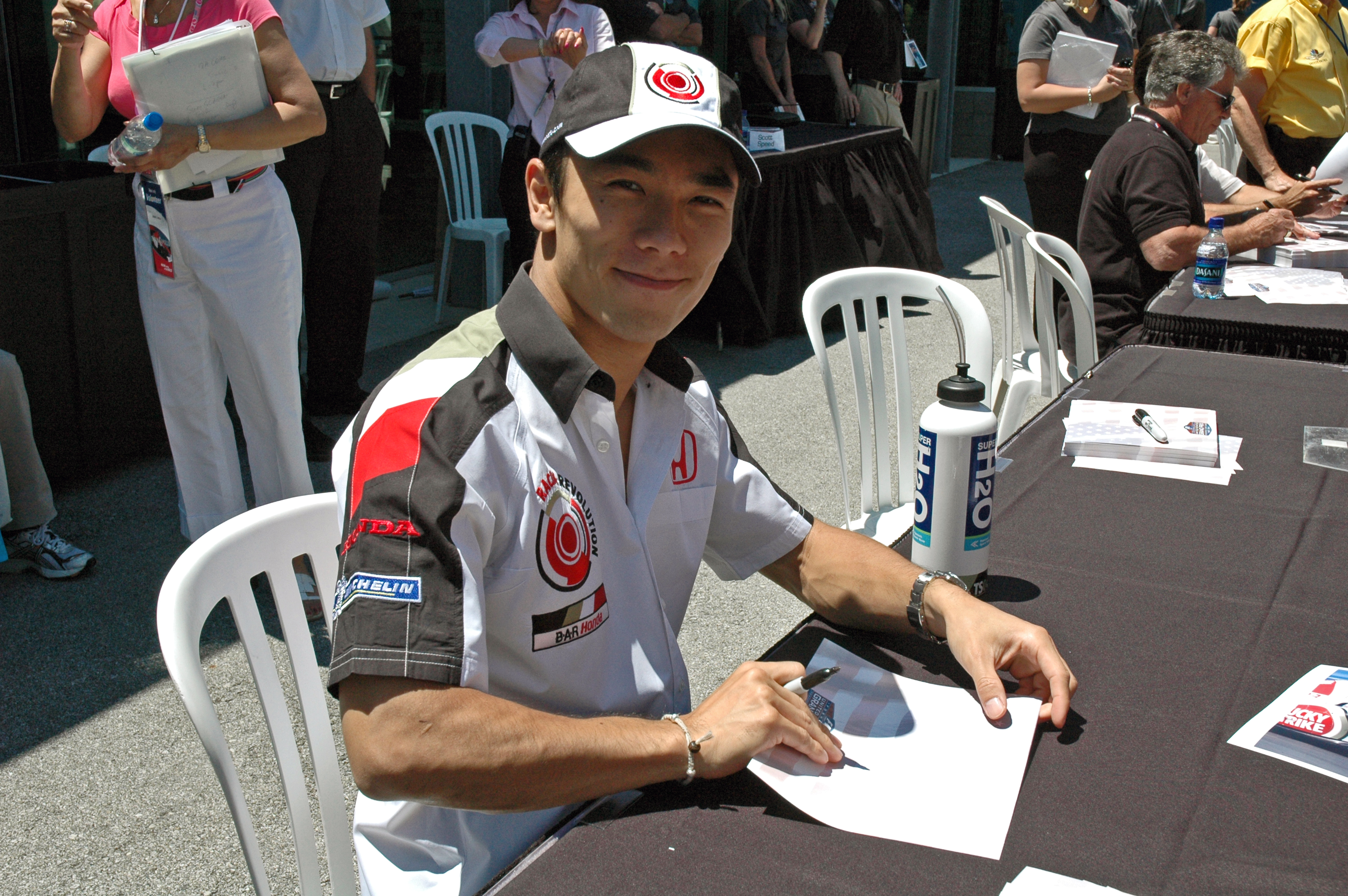
Takuma Satō, pilote à l'origine du projet Super Aguri.

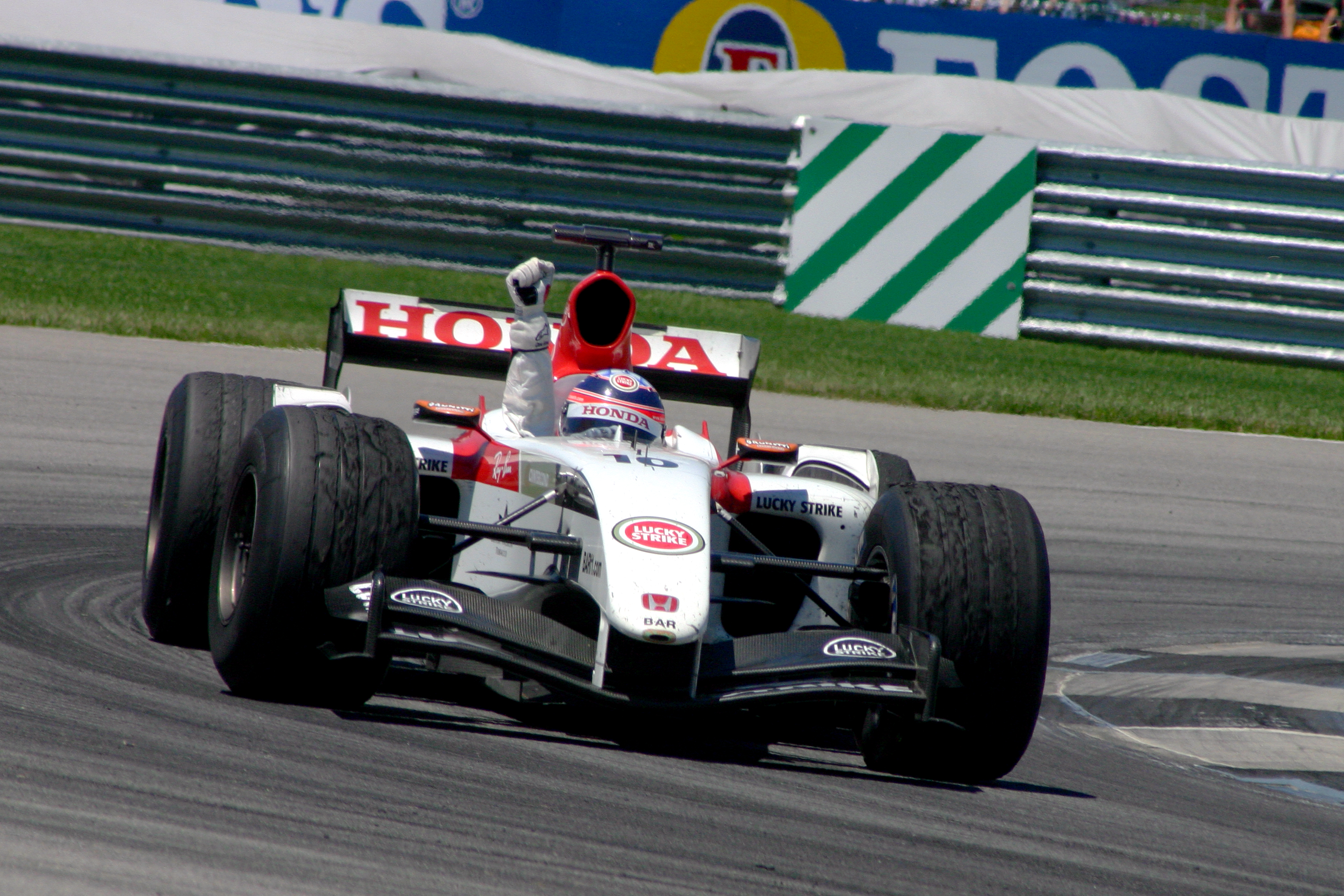
Satō, pilote BAR-Honda depuis 2003, est très populaire depuis son podium à Indianapolis en 2004.

La naissance de l'écurie Super Aguri est intimement liée à la carrière du pilote automobile japonais Takuma Satō, à ses liens privilégiés avec l'entreprise Honda et au vaste mouvement de soutien du public japonais amateur de Formule 1 envers son unique représentant dans la catégorie-reine du sport automobile.
Champion du Japon de karting en 1997, Takuma Satō est introduit dans la sphère Honda la même année après avoir remporté le volant de l'école de pilotage Honda Suzuka Racing School. Au volant de monoplaces mues par des moteurs Honda ou Mugen (Mugen a été fondée par Hirotoshi Honda, fils du fondateur de Honda, Soichiro Honda, et les connexions entre les deux entités sont très étroites), il se classe troisième du Championnat de Grande-Bretagne de Formule 3 au sein de l'écurie Carlin Motorsport avec cinq victoires en 2000 puis en 2001, remporte le titre, ainsi que le prestigieux Grand Prix de Macao de Formule 3.
À la suite de ces bonnes performances, Honda lui donne un volant de Formule 1 en 2002, chez Jordan Grand Prix, une écurie qu'elle motorise. Malgré des débuts difficiles (Grand Prix d'Australie 2002), il sauve sa saison à l'occasion de son Grand Prix national (la dernière épreuve de l'année), disputé sur le Circuit de Suzuka qui appartient à Honda. Satō se classe en effet cinquième et premier des pilotes Honda,. Ce bon résultat du pilote novice est à l'origine des liens étroits qui vont se tisser entre Satō et le public japonais. À l'arrivée, il déclare : « Ici, je me sens dans une atmosphère totalement différente de tous les autres Grands Prix. »
En 2003, Satō intègre les rangs de British American Racing, désormais unique écurie équipée des moteurs V10 Honda (Honda a cessé de fournir Jordan en grandes difficultés financières), où il devient pilote-essayeur. Le limogeage de Jacques Villeneuve lui permet de disputer l'ultime épreuve de l'année, le Grand Prix du Japon. Bien qu'il ne soit préparé ni physiquement ni psychologiquement à remplacer au pied levé Villeneuve, Satō est réconforté par le soutien du public japonais qui lui demande avec force autographes et photographies. Il se distingue, comme l'année précédente, en terminant sixième et s'assure ainsi une titularisation pour 2004.
En 2004, saison de profonde restructuration pour BAR puisque les deux initiateurs de l'écurie Craig Pollock et Jacques Villeneuve ont été mis à l'écart, Satō, bien protégé au sein d'une écurie de plus en plus contrôlée par ses compatriotes, se révèle totalement en inscrivant 34 points et se classant huitième du championnat,. À l'occasion du Grand Prix du Japon, une véritable « Satomania » ébranle les paddocks de Formule 1, le Japonais devient une véritable vedette dans son pays. En effet, au Grand Prix d'Europe, il s'élance pour la première fois en première ligne et devient le premier pilote japonais à mener une épreuve. Il a également, lors du Grand Prix des États-Unis, obtenu son unique podium dans la discipline et, en se classant troisième, est devenu le second pilote japonais de l'histoire à monter sur un podium de Formule 1, le premier étant Aguri Suzuki. Opérations de promotion, séances de photographies, séances de signature d'autographe s'enchaînent et le pilote doit se déplacer sous bonne escorte pour se protéger de ses fans. Il se réjouit toutefois de son sort en déclarant : « Ça fait partie des obligations. Les spectateurs nous donnent beaucoup, il faut leur rendre un peu. »

### Takuma Satō, idole du public japonais, est maladroitement mis à l'écart par Honda

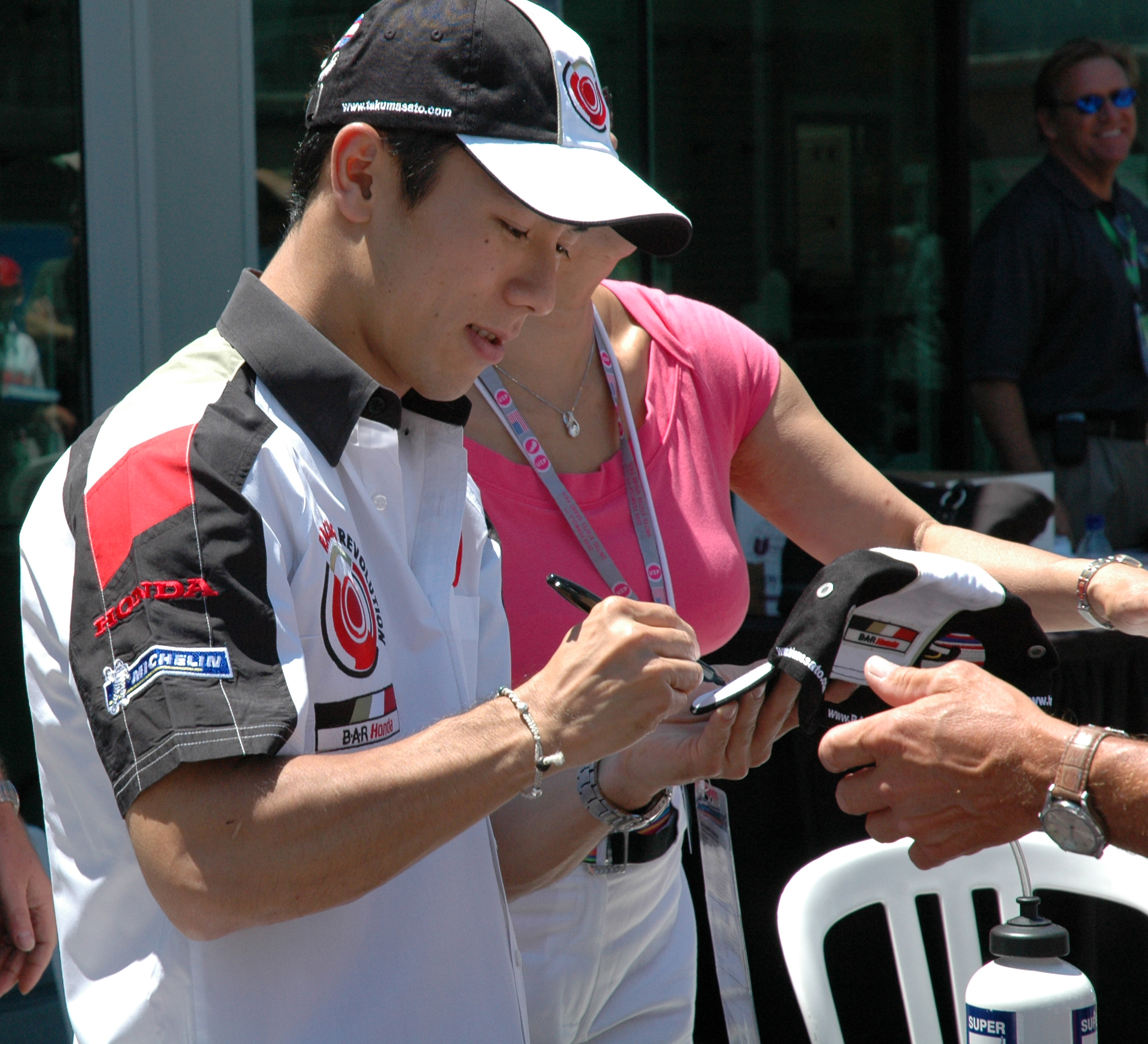
Takuma Satō lors d'une séance d'autographe en 2005.

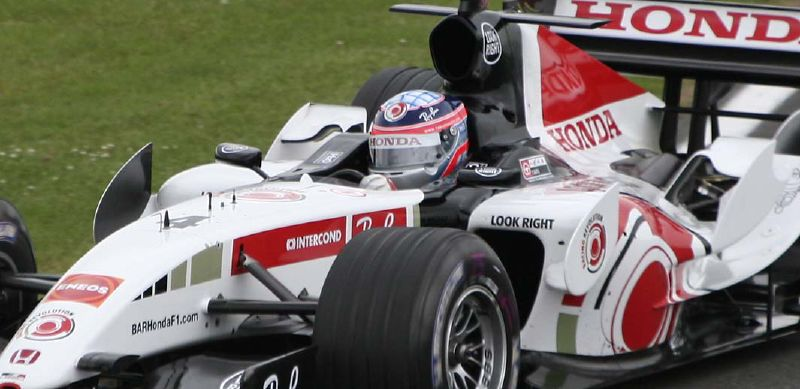
Satō, en 2005 au Grand Prix de Grande-Bretagne sur une BAR-Honda 007.

En 2005, Honda s'implique plus avant en Formule 1 en acquérant 45 % du capital de BAR. Après les bons résultats obtenus en 2004 (l'écurie s'est classée seconde du championnat), la saison 2005 tourne au fiasco : il faut attendre le dixième Grand Prix pour que Button inscrive les premiers points de l'équipe tandis que Satō n'est que l'ombre de lui-même. Nettement dominé par son coéquipier, il commet de nombreuses erreurs en course et n'inscrit qu'un seul point. Pour son Grand Prix national, où la « Satomania » fait toujours rage (une file de deux kilomètres de passionnés s'étire entre l'hôtel où loge Satō et le circuit de Suzuka), il est même disqualifié pour conduite dangereuse,. Bien qu'idolâtré par le public japonais, son crédit diminue de plus en plus auprès des dirigeants de Honda.
Pendant l'intersaison 2005-2006, Honda rachète intégralement British American Racing, un an avant la date prévue du retrait de British American Tobacco, détenteur des 55 % restants,. Cette décision est vraisemblablement guidée par la volonté de Honda de contrôler complètement l'équipe afin d'éviter les déboires du début de saison 2005 où BAR avait été suspendue pour deux Grands Prix (utilisation d'un système illégal de double réservoir d'essence). Alors que Button doit être transféré chez Williams, les dirigeants de la nouvelle écurie Honda Racing F1 Team se mettent en quête d'un pilote très expérimenté pour atteindre leurs objectifs de victoires et de titres. Pour contrer une rumeur enflant de plus en plus, Honda précise que l'avenir de Satō n'est pas menacé et que Rubens Barrichello (qui totalise à l'époque 216 départs en Formule 1 dont 9 victoires, 13 pole positions et 15 meilleurs tours en course), vient d'être recruté. Button pourtant lié contractuellement pour trois ans avec Williams à partir de 2006, dénonce alors son contrat pour poursuivre avec Honda,. Avec désormais trois pilotes pour deux places de titulaires, les dirigeants japonais décident de se passer du moins capé, Takuma Satō, désormais sans volant pour 2006, alors que le marché des transferts est clos.

Cette éviction provoque immédiatement un vent de protestation au Japon. Lors du salon automobile de Tokyo, une semaine seulement avant le Grand Prix du Japon, les responsables de Honda sont assaillis de remarques acerbes de visiteurs courroucés par la mise à l'écart de leur pilote fétiche,,,. Certains menacent même de ne plus jamais acheter une voiture de marque Honda. L'ancien pilote de Formule 1 Ukyo Katayama, désormais reconverti en commentateur pour la chaîne de télévision Fuji TV, déclare lors d'une émission consacrée au salon de Tokyo : 

« Vous ne croiriez pas l'ampleur que cet événement est en train de prendre. Tout le pays est secoué, les fans sont sous le choc. Il y a un vaste mouvement populaire en faveur de Satō, pas uniquement de la sympathie mais une réelle envie de le voir poursuivre sa carrière en Formule 1. »
 Cette popularité au Japon de Takuma Satō (et plus tard de son équipe Super Aguri) ne se démentira jamais, Alain Prost déclarera ainsi en 2008 : 

« Super Aguri et Takuma Satō sont méritants et bénéficient d'un véritable soutien populaire au Japon, pays où la Formule 1 est appréciée. »
Les dirigeants de Honda comprennent vite qu'ils ont commis une erreur en licenciant Satō. De plus, le rival Toyota, afin de s'attirer les grâces de ses compatriotes, profite de l'occasion pour proposer à Satō un volant en Formule 1 au sein de la nouvelle écurie Midland F1 Racing qu'elle motorise.
Face à un tel camouflet, Honda n'a d'autre solution, pour préserver son image de marque, que de participer à la création de toutes pièces d'une nouvelle écurie de Formule 1 dotée de moteurs V8 Honda où Takuma Satō pourrait trouver refuge. À l'occasion du Grand Prix du Japon, Takuma Satō annonce aux médias, sans avoir reçu l'aval de sa hiérarchie, l'intention de Honda de soutenir une seconde équipe de Formule 1.

## La naissance de l'écurie

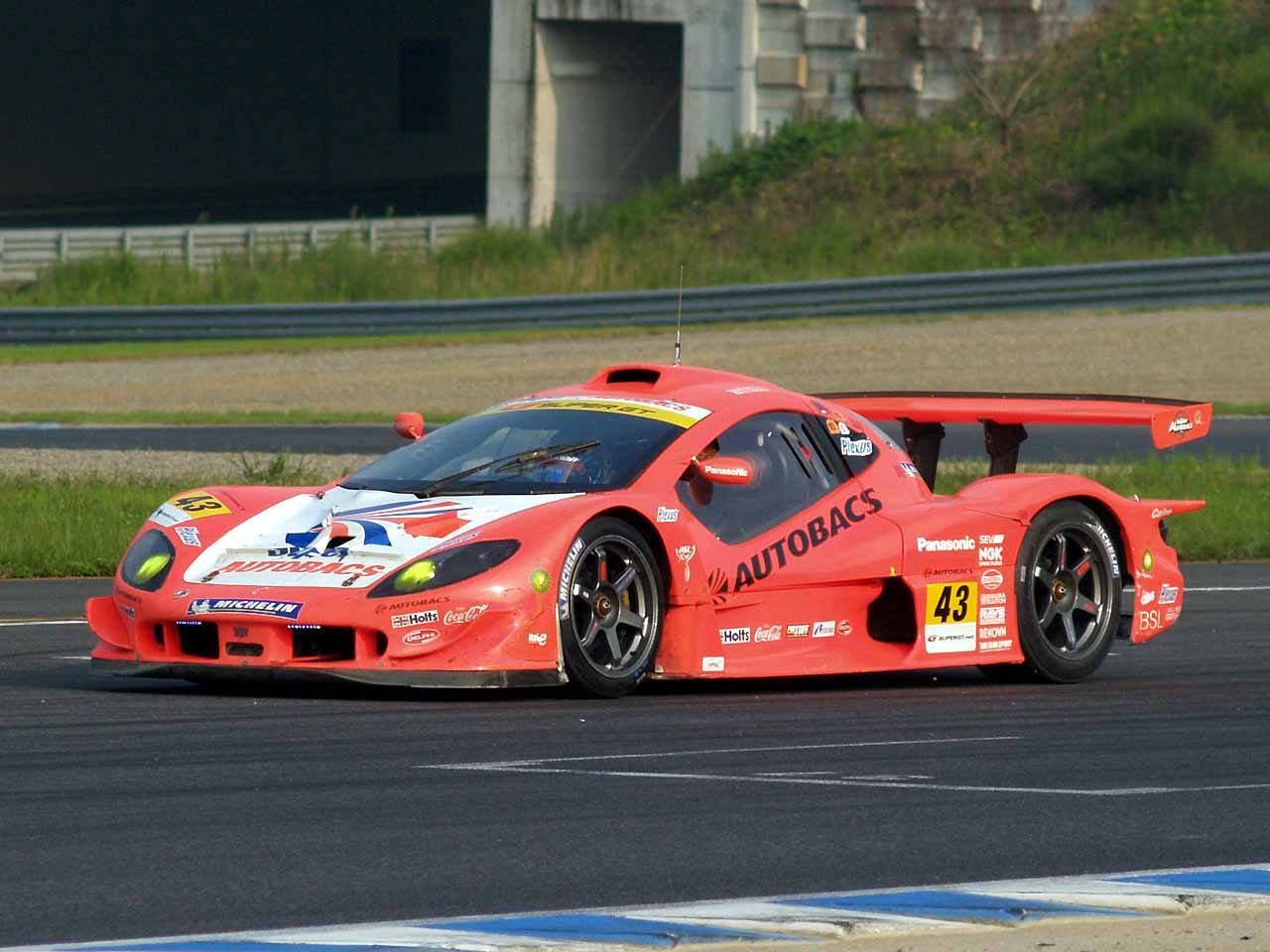
La Garaiya Autobacs Racing Team Aguri engagée en Super GT en 2005.

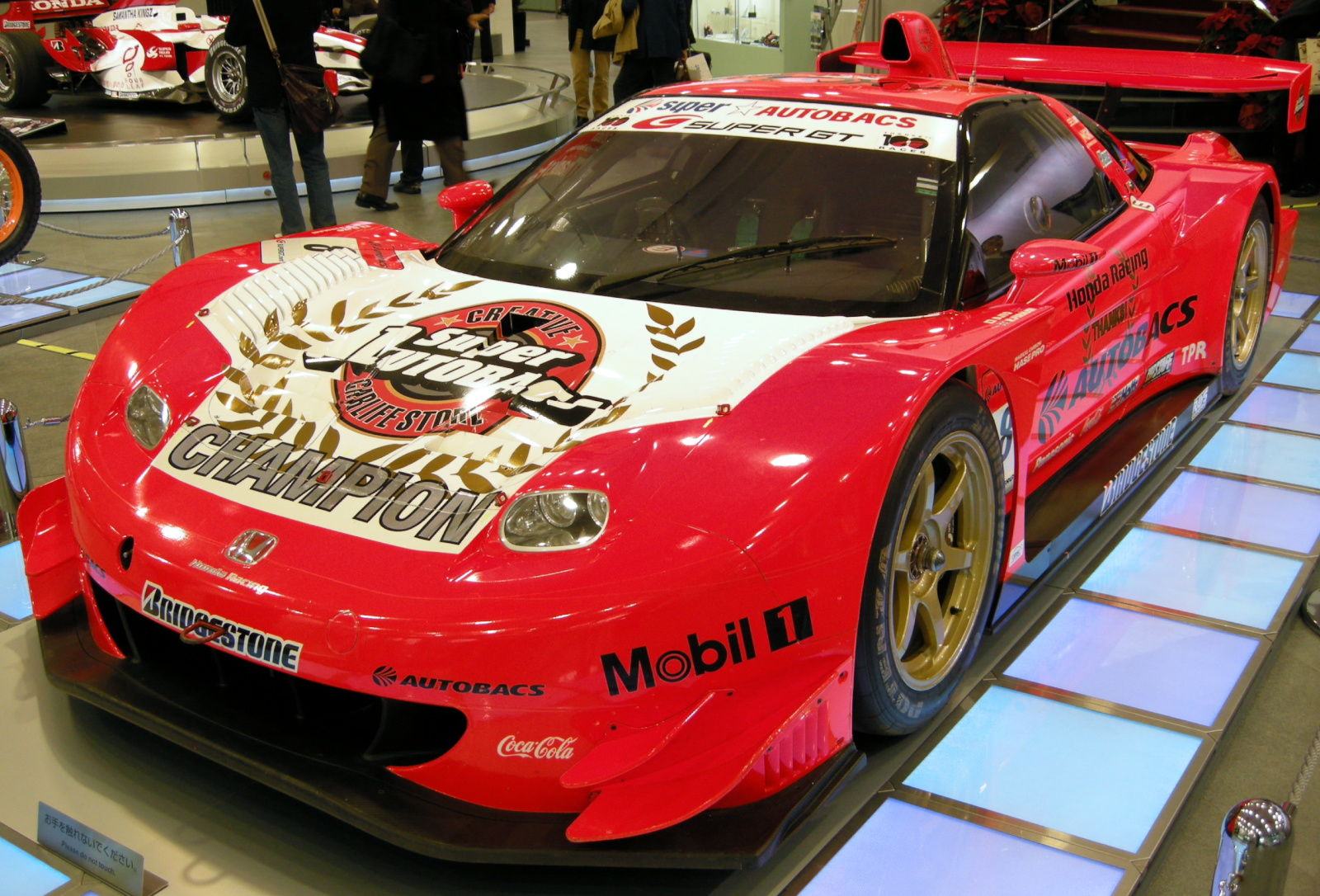
La Honda NSX du Autobacs Racing Team Aguri, championne de Super GT en 2007.

Bien que la décision initiale de créer une nouvelle équipe dotée de moteurs Honda soit essentiellement dictée par la pression des supporters japonais de Takuma Satō et de Honda, la firme japonaise pense pouvoir tirer parti de cet engagement tardif et hasardeux : en motorisant une seconde écurie, elle pourra obtenir deux fois plus de données techniques et faire progresser plus vite son équipe officielle. Honda pourra également doubler son poids politique dans les prises de décisions entre constructeurs et pouvoir sportif, comme vont pouvoir le faire Dietrich Mateschitz, qui contrôle Red Bull Racing et la nouvelle venue Scuderia Toro Rosso, ou encore Toyota qui fournit Midland et va équiper les monoplaces de Frank Williams dès 2007.
Plusieurs personnalités japonaises du sport automobile sont approchées pour prendre en main la nouvelle équipe, en premier lieu l'ancien pilote de Formule 1 Satoru Nakajima, historiquement lié à Honda puisqu'il a disputé les saisons 1987 et 1988 au volant de Lotus-Honda et la saison 1991 chez Tyrrell-Honda. Depuis sa retraite de pilote, Nakajima s'est consacré à la gestion de son écurie (qui a engrangé les succès en Formula Nippon) et de la carrière de son fils Kazuki, également pilote automobile, lié depuis plusieurs années avec le rival Toyota. Honda choisit finalement de se tourner vers un autre ancien pilote de Formule 1, Aguri Suzuki, premier Japonais à être monté sur un podium de Formule 1 à l'occasion de son Grand Prix national en 1990.
Suzuki, après avoir raccroché ses gants de pilote, a également fondé son écurie de course automobile (Autobacs Racing Team Aguri, communément dénommée « ARTA ») engagée dans de nombreuses catégories comme la Formule 3 japonaise, le championnat GT, la Formula Nippon (équivalent japonais de la F3000 où elle a obtenu quatre victoires) et l'IRL en association avec le Fernández Racing.

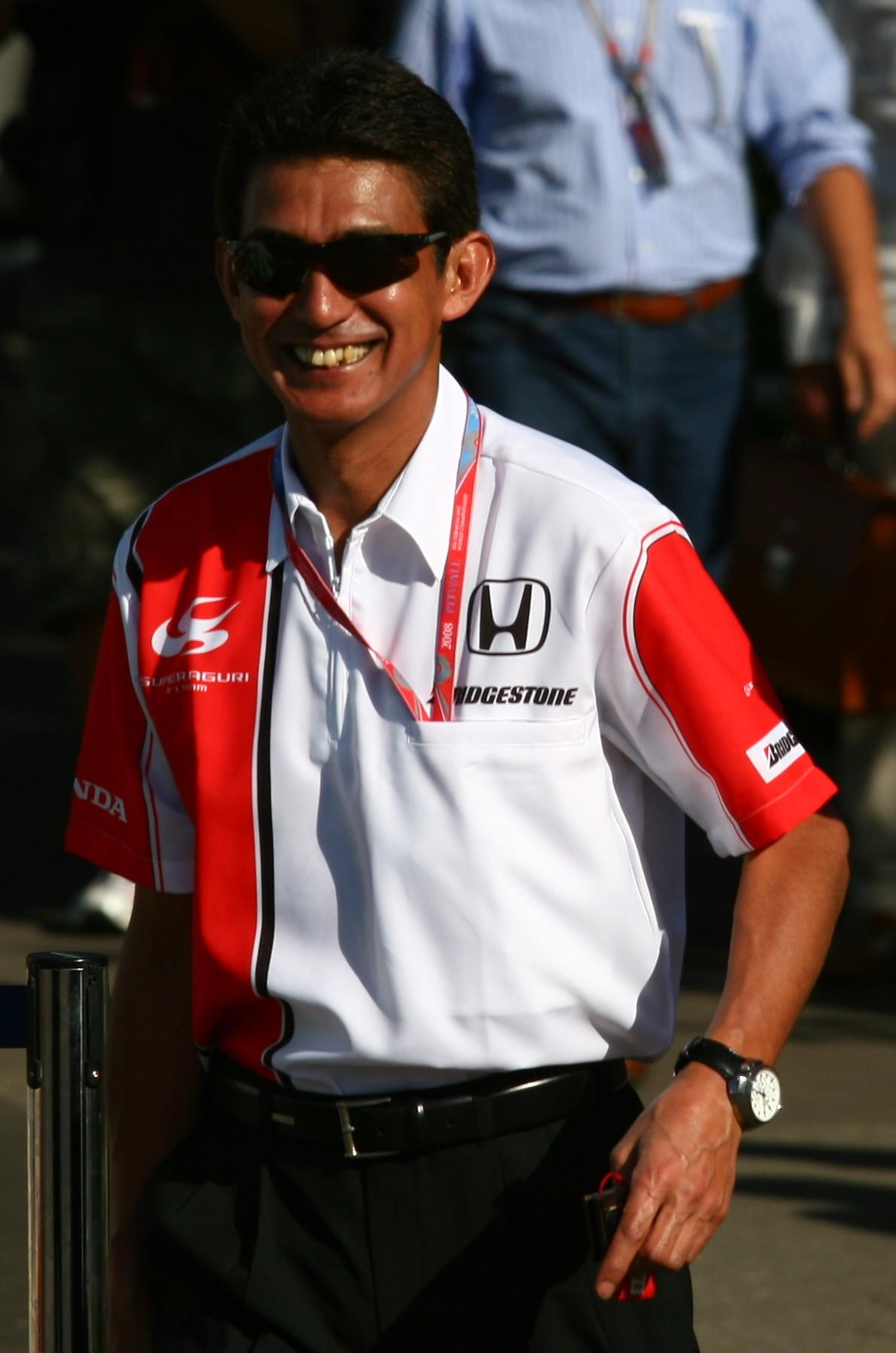
Aguri Suzuki lors du Grand Prix d'Australie en 2008.

Malgré le scepticisme général compte tenu de la brièveté des délais, Aguri Suzuki annonce durant l'inter-saison 2005/2006 la création de son écurie ainsi que son intention de s'engager en championnat du monde dès 2006. Il en informe officiellement la FIA le 1er novembre, quinze jours avant la clôture des inscriptions. La FIA refuse dans un premier temps l'inscription car l'écurie ne s'est pas acquittée à temps d'une caution de 48 millions de dollars. Une fois cette somme réunie grâce à Honda, Super Aguri réitère sa demande et, après une autorisation unanime des dix autres écuries nécessaire en cas d'inscription hors-délais (malgré de fortes réticences initiales des dirigeants de Midland F1 Racing craignant pour la redistribution, désormais élargie à une écurie supplémentaire, des ressources issues des droits télévisés et des défraiements des frais de voyage),, se voit accorder son droit d'entrée en championnat du monde le 26 janvier 2006,.
La nouvelle écurie est baptisée « Super Aguri F1 Team » et reprend le prénom de son fondateur, pour ne pas associer Honda à Suzuki, un de ses concurrents commerciaux. Super Aguri est aussi un clin d'œil au personnage de jeu vidéo Nintendo, Super Mario, très apprécié et populaire au Japon. Aguri Suzuki revendique une identité japonaise très prononcée pour son écurie afin d'attirer un maximum de partenaires financiers japonais pour boucler son budget. Il déclare : « Avec BAR, Honda voulait faire une écurie 100 % Honda. Toyota a créé une équipe 100 % Toyota, moi, j'ai voulu faire une équipe 100 % japonaise, c'est ce qui a guidé mon esprit depuis le début. »
Le logo de l'équipe reflète également cette identité nipponne et représente des courbes de circuit automobile stylisées en forme de Shaken symbolisant la force et la vitesse. Ainsi, alors que la Formule 1 s'internationalise de plus en plus, Aguri joue la carte de la fierté patriotique : « Renault est une compagnie mondiale, elle ne peut être simplement française. Moi, que puis-je être d'autre que japonais ? Je suis fier que Super Aguri soit plus japonais que Honda. »

## Historique sportif

### 2006: première saison difficile en Formule 1

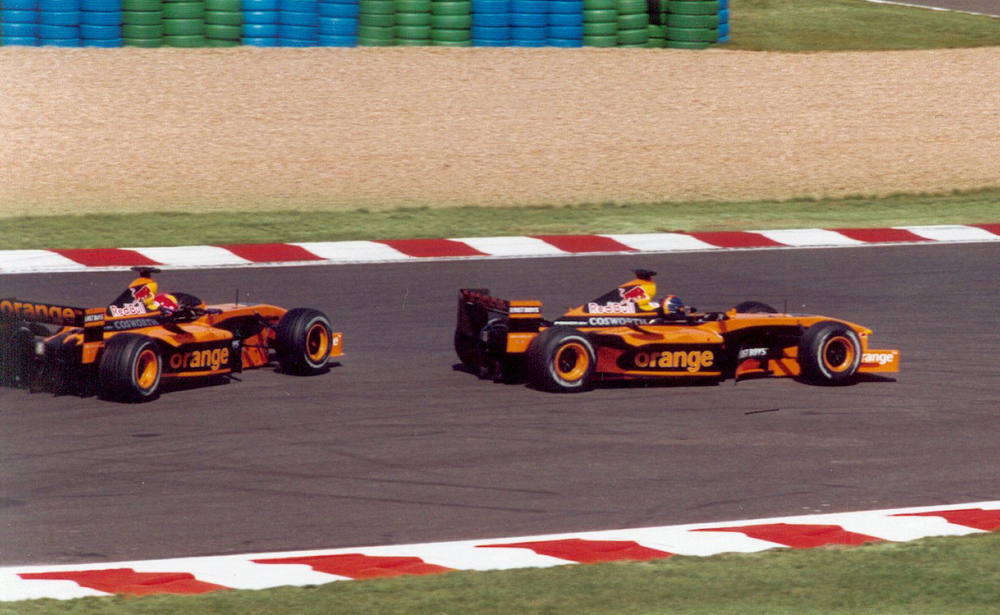
Les châssis Arrows A23 conçus en 2001 ont servi de base de travail pour la conception de la Super Aguri SA05.

Super Aguri, dont l'engagement en championnat a été très tardif, ne dispose ni d'assez de temps, ni d'argent (le budget de l'écurie est de 85 millions de dollars, le moteur étant fourni gratuitement par Honda) ni de personnel (seulement une centaine d'employés,) pour construire son propre châssis et envisage alors d'engager un châssis BAR 007 de la saison précédente.
Or, le règlement oblige toute nouvelle écurie engagée à produire son propre châssis (un précédent existait notamment avec Andrea Moda Formula qui s'est vue interdire le droit d'utiliser d'anciens châssis Coloni en 1992). Super Aguri, qui loue les installations techniques de l'ancienne écurie Arrows, rachète alors à Paul Stoddart, ancien propriétaire de la Scuderia Minardi, des châssis Arrows A23 en sa possession. Ces anciens châssis, dont la conception date de 2001 et dont le dernier engagement en compétition remonte à 2002, vont servir de base de travail aux ingénieurs japonais pour la mise au point de la SA05. Le châssis utilisé par Sato en début de saison était auparavant exposé dans l'aéroport Melbourne-Tullamarine. Le pilote explique : « En fait, ma voiture de course était la voiture d'exposition au duty free de l'aéroport de Melbourne, alors nous l'avons achetée, ramenée par avion de Melbourne au Royaume-Uni, démontée et adaptée à la réglementation ! »

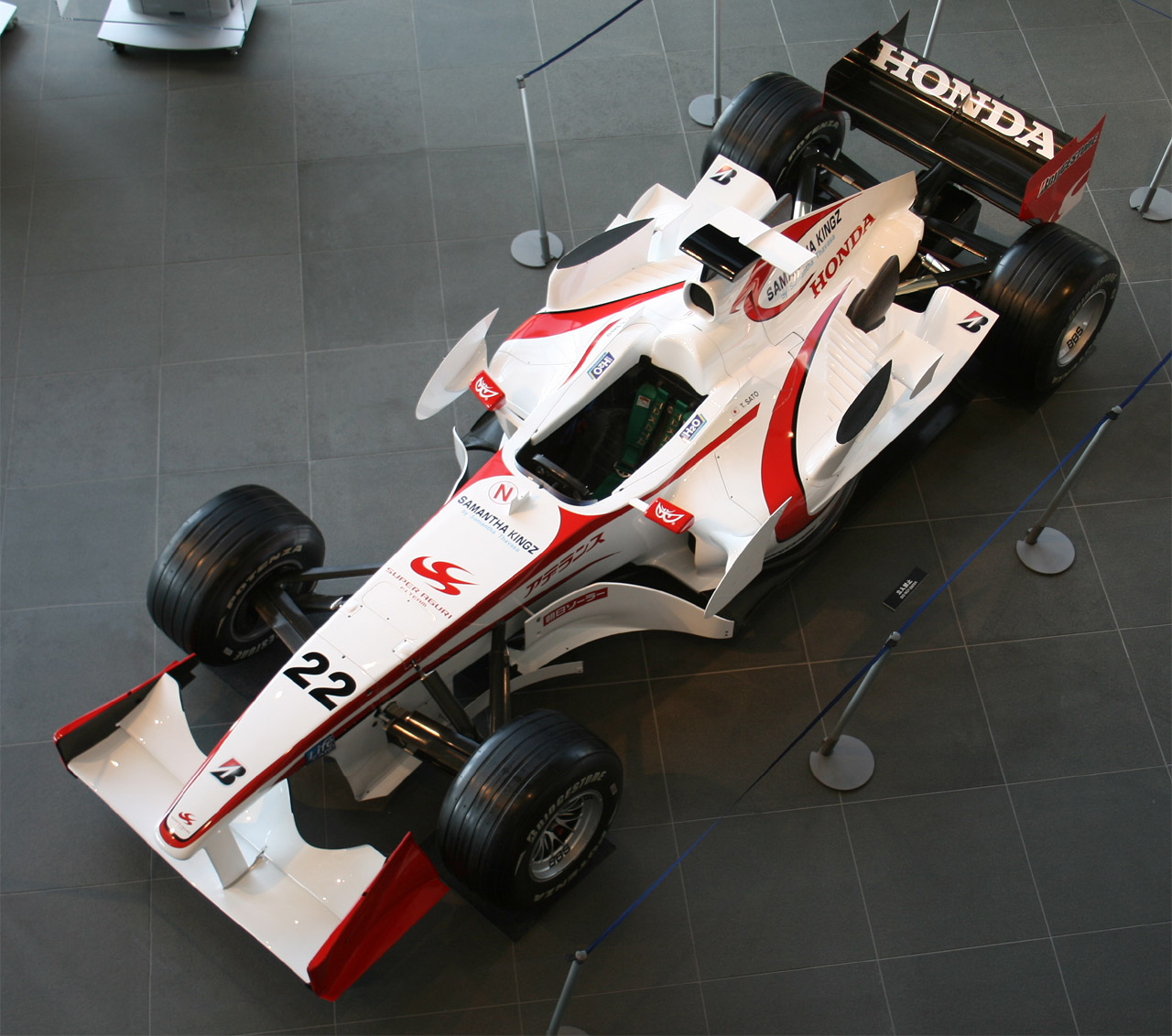
La Super Aguri SA05 avec sa livrée Samantha Kingz.

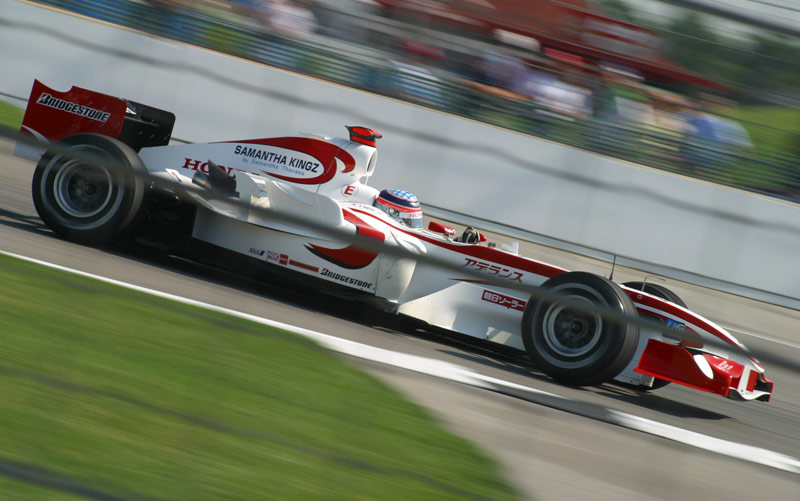
Takuma Satō sur SA05 au Grand Prix des États-Unis 2006.

L'essentiel du travail du designer Peter McCool, sous la houlette de Daniele Audetto, ancien directeur technique de Ferrari et impliqué en Formule 1 au sein de l'ancienne écurie Arrows, consiste à mettre aux normes du règlement technique 2006 le vieux châssis Arrows conçu par Sergio Rinland. Cela ne va pas sans poser de nombreux problèmes dans la mesure où l'A23 abritait un moteur V10 de 3 000 cm3 tandis que le règlement en vigueur impose des blocs V8 de 2 400 cm3. Le châssis ne permet pas une bonne intégration du V8 Honda RA806E car son centre de gravité et ses points d'ancrage sont différents de ceux d'un V10 : l'équipe technique est contrainte d'utiliser des entretoises en carbone pour combler l'espace laissé vacant à la suite de l'implantation du V8. Les problèmes les plus handicapants causés par la nouvelle architecture moteur sont les vibrations importantes causées par le V8 ainsi qu'une rigidité châssis-moteur réduite. Quelques maigres avantages apparaissent toutefois puisque le V8 est plus léger, plus compact (le vilebrequin est placé plus bas) et l'utilisation des entretoises réglables permet de jouer plus facilement sur la répartition des masses.
Aguri, conscient du « bricolage » de sa monoplace, annonce pour rassurer ses commanditaires que la SA05 n'est qu'une voiture provisoire et que ses ingénieurs planchent sur une nouvelle monoplace appelée à faire son apparition en cours de saison, au Grand Prix d'Espagne. Aguri Suzuki pense avoir besoin de trois courses pour tirer le maximum de la SA05 et pouvoir développer en parallèle la nouvelle monoplace qui doit être engagée dès le sixième Grand Prix de l'année pour atteindre son plein rendement pour son Grand prix national, en fin de saison. Mais jamais ce nouveau châssis ne fera son apparition : la SA06, dévoilée lors du Grand Prix d'Allemagne (soit avec six courses de retard sur le tableau de marche initialement prévu) n'est qu'une évolution de sa devancière et non une monoplace totalement inédite.
Si Takuma Satō est logiquement appelé à faire partie de la nouvelle aventure, Aguri Suzuki, qui souhaite donner à son équipe une couleur 100 % japonaise, songe à confier le baquet de sa seconde monoplace à Kōsuke Matsūra, champion de Formule Dream en 2000 et pilote Super Aguri en Indycar depuis 2004 où il obtint le titre de rookie of the year. Finalement Yuji Ide, vice-champion de Formule Nippon en titre, hérite du poste grâce au soutien financier de son commanditaire personnel Mobilecast qui apporte plus de sept millions de dollars bienvenus pour Super Aguri. Aguri Suzuki commente ainsi le choix de ses pilotes : « S'il y a de bons pilotes japonais, je dois les engager. Satō est une star, un bon pilote de F1. Yuji Ide est peu connu en Europe mais c'est un immense pilote au Japon, très populaire. Je devais le prendre. Mais être Japonais est une priorité, pas une obligation. Si je n'avais pas pris Ide, j'aurais pris... un Français peut-être ? » Ces propos trouveront un autre écho quelque temps plus tard.
Les monoplaces sont chaussées de pneumatiques Bridgestone ce qui n'est guère surprenant de la part d'une équipe se voulant avant tout japonaise, l'accord avec le manufacturier ayant été facilité par le fait qu'Aguri Suzuki a été le premier pilote à tester des gommes Bridgestone de Formule 1 en 1996 afin de préparer l'entrée en lice du fabricant nippon en 1997 face au rival Goodyear, en situation de monopole depuis le retrait de Pirelli à la fin de la saison 1992.
Logiquement le début de saison de l'équipe novice est très difficile : les monoplaces sont reléguées en fond de grille en qualifications et Satō évolue à près de deux secondes au tour des Midland F1 Racing, les monoplaces les plus lentes du plateau. Si sa meilleure qualification n'est qu'une 17e place obtenue en Malaisie puis en Allemagne, ses départs foudroyants et ses premiers relais incisifs lui permettent de se mettre en valeur en début de course où il joue les trouble-fêtes en queue de peloton.

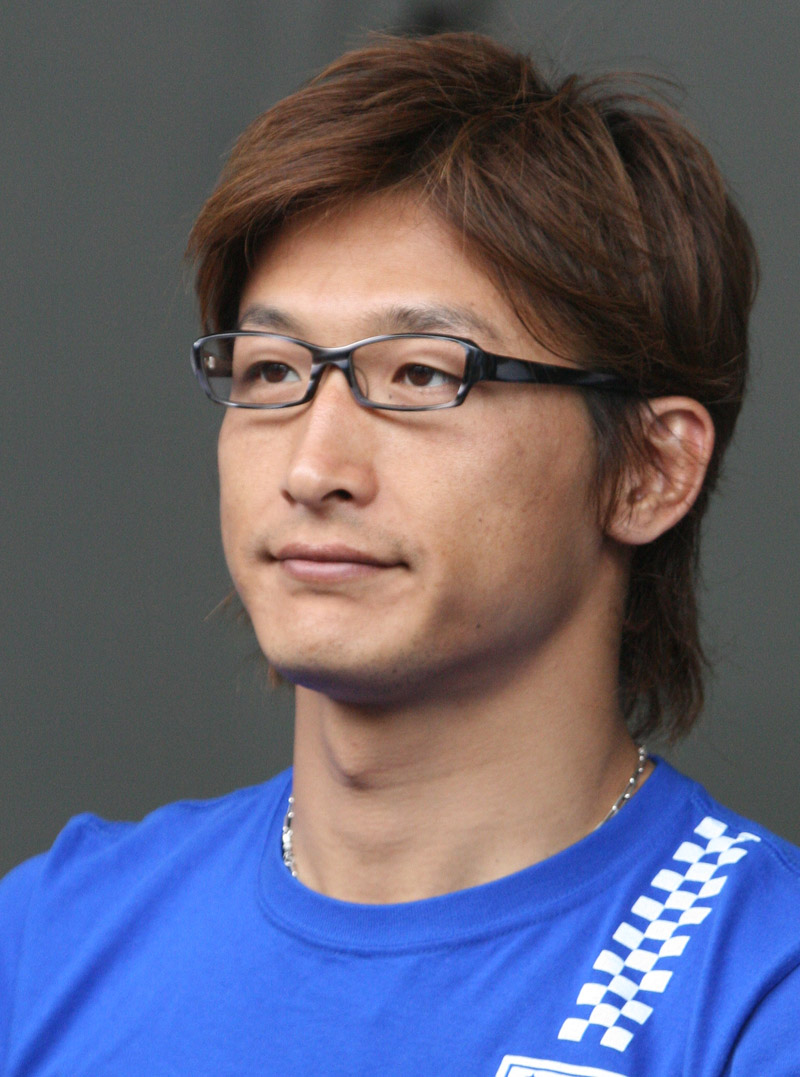
Yuji Ide ne disputera que quatre courses chez Super Aguri.

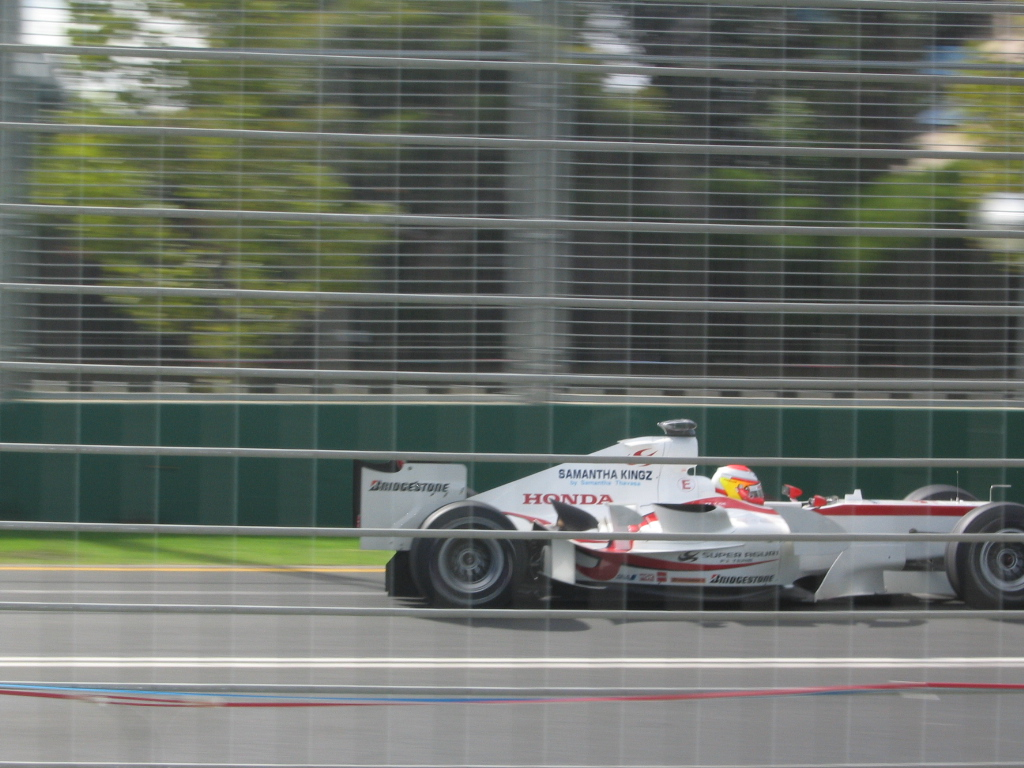
Yuji Ide sur SA05 au Grand Prix d'Australie 2006.

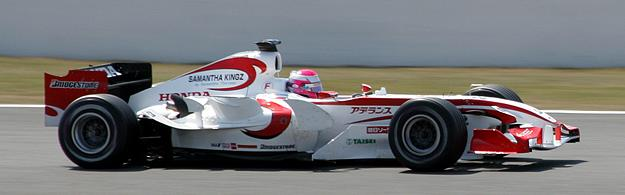
Franck Montagny sur SA05 au Grand Prix de France 2006.

Le bilan est beaucoup moins satisfaisant pour Yuji Ide, abonné à la dernière place de la grille et dont les performances sont loin du niveau requis pour la Formule 1. Après sa première qualification, à Bahreïn, il déclare à la presse qu'« il est vraiment allé très très vite » alors qu'il réalise un temps à près de neuf secondes de la pole position de Michael Schumacher et à près de trois secondes de son coéquipier qui dispose de la même monoplace. Il est un peu plus performant en Malaisie où il ne concède qu'une seconde et demie à Satō mais réalise toutefois le moins bon temps des qualifications à sept secondes de la pole position de Giancarlo Fisichella. Lors des deux premiers Grands Prix, Ide casse son moteur alors qu'il est dernier de l'épreuve mais sort de l'anonymat par son style de pilotage jugé dangereux par ses pairs. Ide voit le drapeau à damier pour son troisième Grand Prix en Australie où il termine treizième et dernier après s'être fait remarquer en calant en plein milieu de la piste lors des essais mais semble très satisfait de cette performance. Il déclare à la presse : « C'est la première fois que Taku et moi terminons tous les deux une course, je suis très heureux de ce résultat. » L'épreuve suivante, à Imola, sera toutefois fatale à sa carrière au plus haut niveau. En effet, il est jugé responsable de l'accrochage qui envoie Christijan Albers en tonneaux peu après le départ. Cet événement, qui fait suite à ses erreurs en Australie, conduit la FIA à suggérer officieusement à Aguri Suzuki de ne plus aligner son pilote pendant plusieurs Grands Prix, le temps qu'il acquière plus d'expérience de pilotage en dehors des courses.
Honda suggère dans un premier temps à Aguri Suzuki de titulariser Hiroki Yoshimoto qui dispute sa seconde saison en championnat GP2 Series avec des résultats honorables quoique sans éclats. Suzuki n'est pas convaincu et choisit de faire confiance à son troisième pilote, le Français Franck Montagny (dont le rôle de pilote essayeur n'est pour le moment que fictif, l'écurie n'ayant pas les moyens à ce moment d'aligner une troisième monoplace) pour aider Ide à améliorer ses performances. Cette réorganisation de l'équipe se fait dans l'urgence puisque le lundi précédant la course, Montagny est contacté pour la première fois de la saison par son patron pour effectuer des essais le vendredi. Finalement, à son arrivée sur le Nürburgring le mercredi, il apprend qu'Aguri Suzuki a décidé de se conformer aux conseils de la FIA et a procédé à une permutation des fonctions d'Ide et de Montagny. Le Français devient ainsi pilote de course tandis qu'Ide assurera temporairement le rôle de troisième pilote. Montagny n'est titularisé qu'à titre provisoire d'autant plus qu'il n'apporte aucun complément budgétaire et que les commanditaires japonais souhaitent le retour d'un pilote nippon sur la deuxième voiture. Le 10 mai, afin d'empêcher Ide de revenir en course, la FIA retire sa super-licence ce qui oblige Suzuki à rechercher un nouveau pilote amené à remplacer ultérieurement Franck Montagny.
Montagny, au contraire d'Ide, peut se targuer d'une d'avoir un certain bagage technique dans la discipline-reine puisqu'il était pilote-essayeur chez Renault F1 Team en 2004 et 2005 et, à ce titre, a couvert plus de 40 000 kilomètres au volant des monoplaces championnes du monde. Toutefois il manque d'entraînement puisqu'il n'a plus piloté de Formule 1 depuis décembre 2005 et n'a pas pris le départ d'une course de monoplace depuis décembre 2002 quand il disputait le championnat de World Series by Nissan. Montagny remplace Ide dès l'épreuve du Nürburgring mais ne réalise pas de prouesses en qualification où il est relégué en fond de la grille à plus de quinze secondes de la pole position de Fernando Alonso et à onze secondes de son coéquipier. S'il a des difficultés à se hisser au niveau de Satō sur toute la durée d'une course, la différence de poids d'environ 10 kg entre les deux monoplaces, dont seule celle du Japonais bénéficie d'améliorations techniques, justifie en partie cet écart de performance. Aguri Suzuki lui-même reconnaît que le Français ne bénéficie pas du même traitement que Satō au sein de l'équipe : son ingénieur de piste est un novice et la monoplace moins performante. Dès la course suivante, Montagny n'est pourtant plus qu'à deux secondes de Satō en qualification, puis à seulement trois dixièmes à Monaco, à deux dixièmes à Silverstone, à six centièmes au Canada avant de prendre le dessus pour son Grand Prix national où il domine Satō de deux dixièmes. En sept départs, le Français atteint l'arrivée à trois reprises (il abandonne à trois reprises sur panne mécanique) et obtient deux seizièmes places finales comme meilleur résultat. Alors qu'il parvient à se hisser à la hauteur de son coéquipier, ce que n'avait jamais pu faire Ide, il est remplacé, à partir du Grand Prix d'Allemagne par Sakon Yamamoto, troisième pilote de l'écurie depuis le Grand Prix de Grande-Bretagne, et reprend son poste d'essayeur. Aguri Suzuki se dit pleinement satisfait du travail accompli par le Français mais justifie son remplacement par le fait que l'éviction d'Ide a porté atteinte à l'image de l'écurie dans son pays (comme ce fut le cas pour Honda avec le licenciement de Satō) et que cette pression l'a poussé à recruter un nouveau pilote japonais.

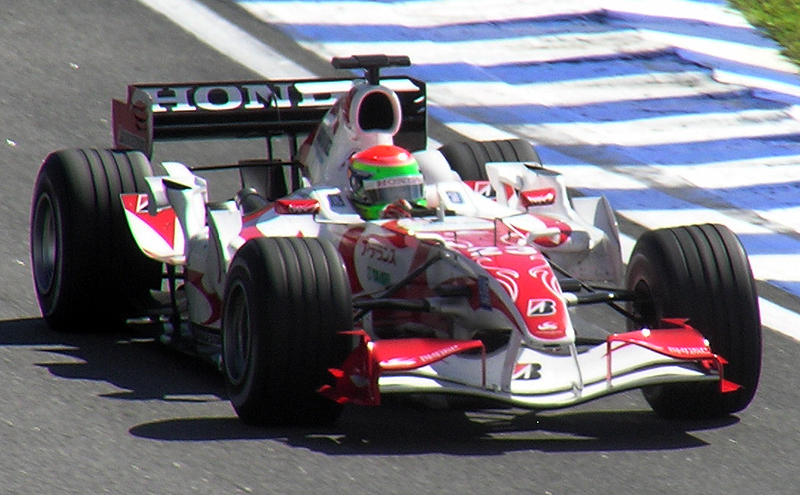
Sakon Yamamoto sur la SA06 au Grand Prix du Brésil 2006.

Le Grand Prix d'Allemagne, douzième course de la saison, correspond également à la sortie de la Super Aguri SA06, profonde évolution de la SA05 qui a bénéficié d'un important travail sur l'aérodynamique et sur les suspensions et qui est également plus légère que sa devancière ce qui permet aux techniciens de jouer sur le lest de répartition du poids. La SA06, dont la sortie était initialement prévue en Espagne puis pour la course de Magny-Cours, n'a pu être terminée que pour la douzième épreuve de l'année à la suite d'une panne de soufflerie qui a handicapé l'équipe chargée de l'étude aérodynamique. La monoplace reçoit également une boîte de vitesses en provenance de Honda qui remplace la vieille boîte d'origine Arrows et le moteur est implanté 15 à 17 mm plus bas qu'auparavant ce qui offre un meilleur centre de gravité à la monoplace. Pour ce qui est des performances, elle constitue un bond en avant pour Super Aguri, toujours dernière dans la hiérarchie mais désormais sur les talons des Midland F1 Racing et des Toro Rosso. En effet, la SA06 permet à Satō de se qualifier à trois secondes de la pole position au Grand Prix de Hongrie alors que l'écart était de cinq secondes à Bahreïn.
Si Yamamoto s'avère plus performant qu'Ide, il ne réussit pas à se hisser au niveau de Montagny qui parvenait parfois à faire jeu égal avec Satō. De plus le Japonais abandonne lors de ses quatre premières courses. Les progrès, lents mais réguliers, de la SA06 se concluent par une remarquable performance d'ensemble lors de la dernière course de la saison au Brésil où, bien aidés par des pneus Bridgestone largement supérieurs aux Michelin ce jour-là, Satō et Yamamoto terminent aux dixième et seizième places après avoir signé les neuvième et septième meilleurs tours en course.
Cette première saison de prise de contact avec la Formule 1, si elle se solde par un score vierge, aura permis à l'écurie de repérer ses lacunes afin de préparer au mieux l'année 2007.

### 2007: des résultats encourageants en piste, des soucis en coulisses

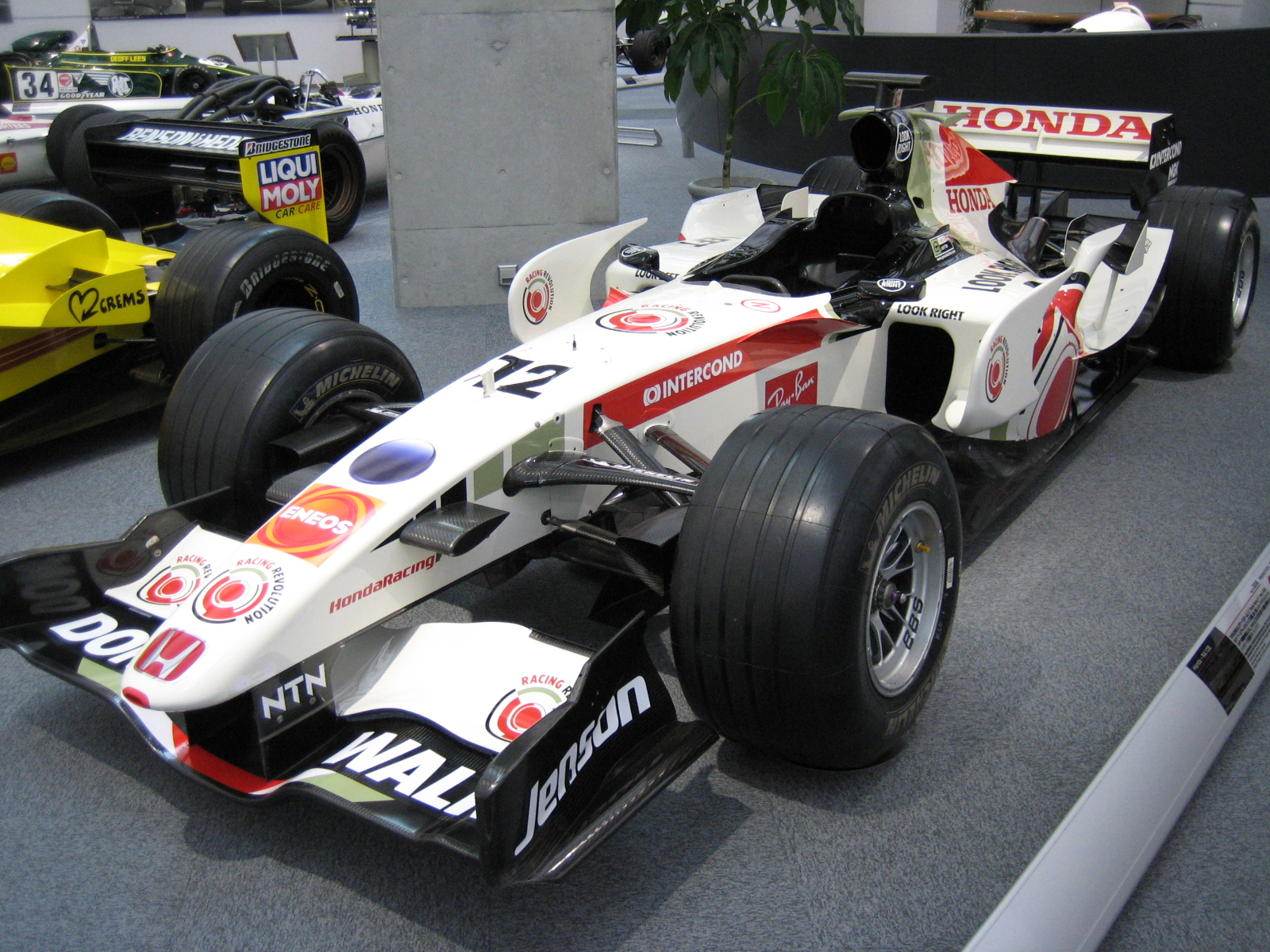
Cette Honda RA106 de 2006 sert de base de conception à la Super Aguri SA07.

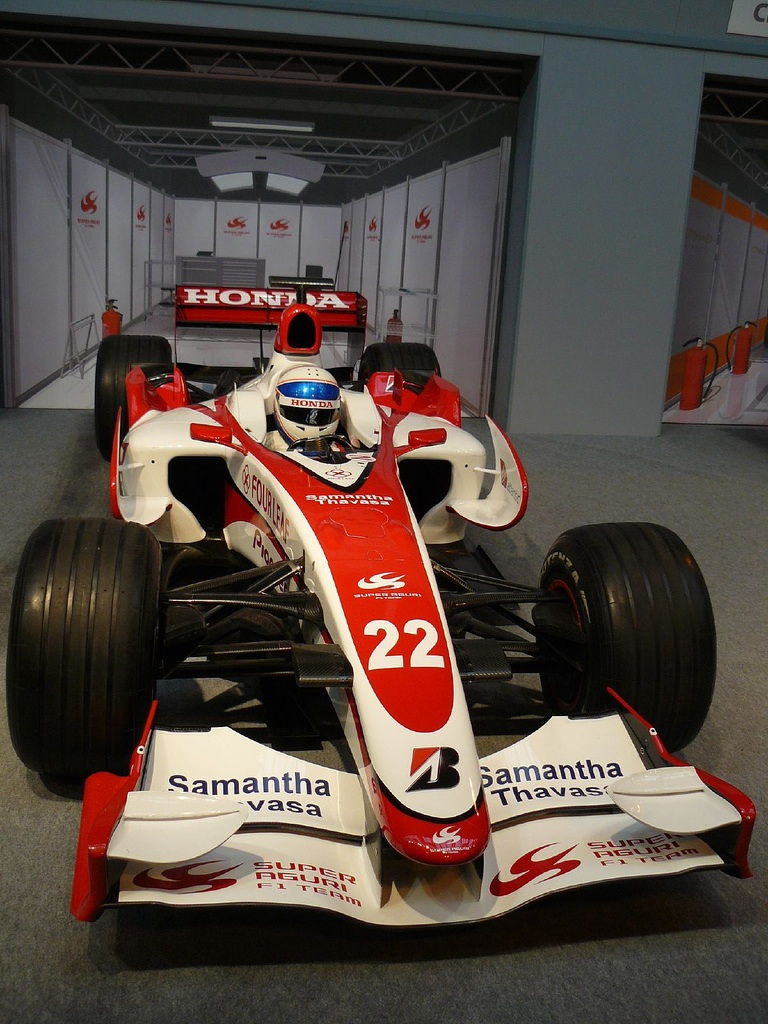
La SA07 d'Anthony Davidson.

La saison 2007 commence difficilement pour Super Aguri qui échoue dans sa tentative d'obtenir l'accord des dix autres équipes pour utiliser un châssis Honda RA106 de la saison précédente. En effet, si les Accords de la Concorde interdisent à une écurie d'utiliser un châssis en provenance d'une autre équipe, Suzuki espérait qu'une autorisation unanime de tous ses adversaires lui permettrait de contourner ce point de règlement. Il ne se faisait toutefois pas d'illusion puisqu'il avait déjà reçu une fin de non-recevoir sur le même sujet l'année précédente en voulant utiliser un châssis BAR 007. Son principal opposant est Collin Kolles, directeur de Spyker F1 Team, une écurie de fond de grille en rivalité directe avec Super Aguri, qui voit d'un très mauvais œil son adversaire principal disposer d'une monoplace ayant signé une pole position (Jenson Button en Australie), une victoire (Button en Hongrie) et inscrit un total de 86 points la saison précédente.
L'équipe est contrainte de concevoir son propre châssis, dénommé Super Aguri SA07 qui, grâce à une manœuvre de « passe-passe », va quand même pouvoir être développé sur la base de la Honda RA106. Aguri Suzuki a acquis les droits de propriété intellectuelle de la monoplace (indispensables pour pouvoir utiliser les éléments la composant) en les achetant à PJUU Inc. à qui Honda les avait vendu,. Rapidement la légalité de la nouvelle monoplace conçue par Peter McCool et disposant d'un nouveau moteur V8 Honda RA807E est attaquée par Collin Kolles et Frank Williams qui dénoncent le principe de transfert de technologie entre Honda/Super Aguri (de même qu'entre Red Bull Racing et Toro Rosso) contraire aux Accords de la Concorde. La synergie d'entreprise entre Honda et Super Aguri fait en effet planer de nombreux soupçons sur le fait que la SA07, assemblée à Leafield (où le personnel a été porté à 160 personnes) avec le soutien de la maison-mère, n'est en fait qu'une Honda RA106 de 2006 pourvue de nouvelles couleurs.
S'il est indéniable qu'Honda a largement aidé les ingénieurs de Super Aguri à développer leur nouvelle monoplace sur la base des données techniques recueillies sur la Honda RA106, le fait que la SA07 échoue au crash-test d'homologation de la FIA (à cause d'une déformation excessive de l'arrière de la monoplace après un test de choc), contrairement à sa supposée jumelle de la saison passée, met fin à la polémique. Ce contretemps fâcheux, lié à l'emploi d'une nouvelle boîte de vitesses en carbone qui permet de limiter le poids de l'arrière de la monoplace mais n'est pas en mesure de répondre aux exigences de sécurité de la FIA, vaut à Aguri Suzuki de ne pouvoir dévoiler ses nouvelles monoplaces que quatre jours seulement avant le premier Grand Prix de l'année.

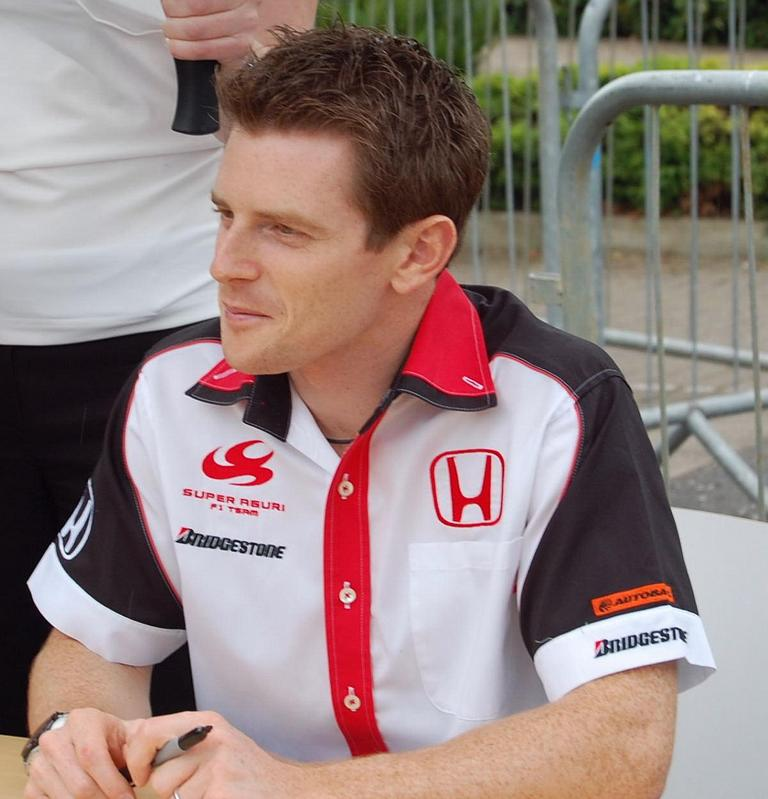
Anthony Davidson rejoint les rangs de Super Aguri en 2007.

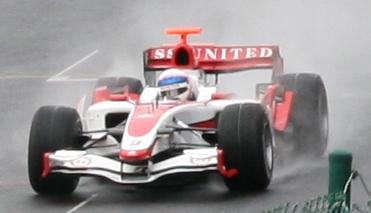
Anthony Davidson sur SA07 en test à Spa en 2007. Le commanditaire chinois SS United fait son apparition sur la carrosserie.

Le 15 novembre, Aguri Suzuki confirme la présence de Satō au volant de la SA07 mais a également pris conscience de la difficulté à trouver un pilote japonais capable de se hisser au niveau de son premier pilote. Sakon Yamamoto est ainsi remplacé par le pilote britannique Anthony Davidson qui gravitait dans la sphère d'influence Honda depuis 2002 où il officiait en tant que pilote-essayeur de BAR-Honda. Fort de son expérience du moteur et des châssis Honda depuis cinq ans, le pilote britannique, qui ne compte que trois départs en Grand Prix, va disputer sa première saison complète dans la discipline-reine. Le 15 décembre, Suzuki annonce que Giedo Van der Garde, libéré par Spyker F1 Team, est promu troisième pilote de l'équipe tandis que Yamamoto n'effectuera que des tests de développement.
Malgré les déboires côté coulisses, la saison commence en fanfare pour la jeune écurie dès le premier Grand Prix en Australie puisque Takuma Satō participe à la troisième session de qualification et réalise la meilleure qualification de l'histoire de l'équipe en s'élançant à partir de la dixième place sur la grille, juste devant son équipier. La meilleure qualification d'une Super Aguri n'était auparavant qu'une dix-septième place. La course est tout aussi satisfaisante puisque les deux pilotes voient le drapeau à damier, Satō terminant douzième à un seul tour du vainqueur Kimi Räikkönen. Davidson réussit à terminer l'épreuve à la seizième place bien qu'il ait été sévèrement accroché par Adrian Sutil lors d'une tentative de dépassement (il ira même passer des tests de contrôle à l'hôpital à l'issue de la course). En Malaisie, seul Satō atteint la deuxième séance de qualification (Q2) mais les deux monoplaces terminent à nouveau la course, là encore à un tour seulement du vainqueur. Ces bons résultats confirment la déclaration de Bob Bell, directeur technique de Renault F1 Team, à la presse spécialisée : « Qui pourra créer la surprise en 2007 ? Honda, BMW et Super Aguri. Et je ne plaisante pas. »
Le troisième Grand Prix de l'année, à Bahreïn, voit Satō dominé pour la première fois par son coéquipier : Davidson passe en Q2 et se qualifie en treizième position tandis que le Japonais ne réalise que le dix-septième temps. Les résultats sont plus décevants en course puisque les deux pilotes abandonnent sur casse moteur. L'espoir renaît dès l'épreuve suivante en Espagne où les SA07 passent toutes deux la barre de la Q1. Si Davidson réalise son meilleur résultat en course depuis le début de sa carrière en terminant onzième de la course, Satō, qualifié à la treizième place, fait encore mieux en offrant à son écurie le premier point de sa jeune histoire et à Honda son premier point de la saison puisque ni Jenson Button ni Rubens Barrichello au volant des Honda RA107 n'ont ouvert leur compteur.

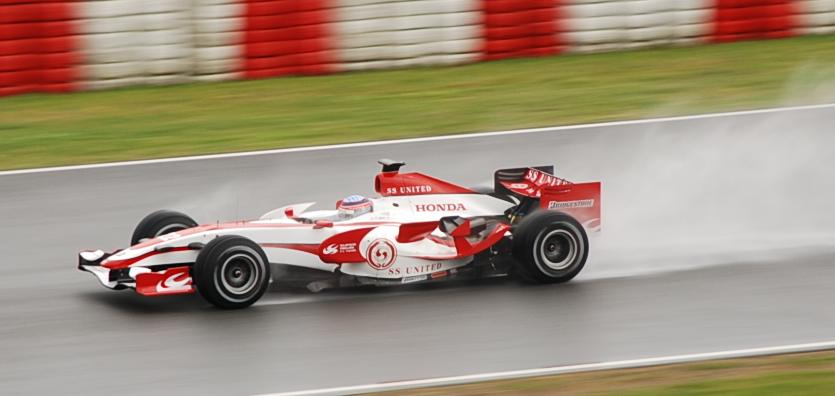
Takuma Satō sur SA07 en test à Barcelone en 2007.

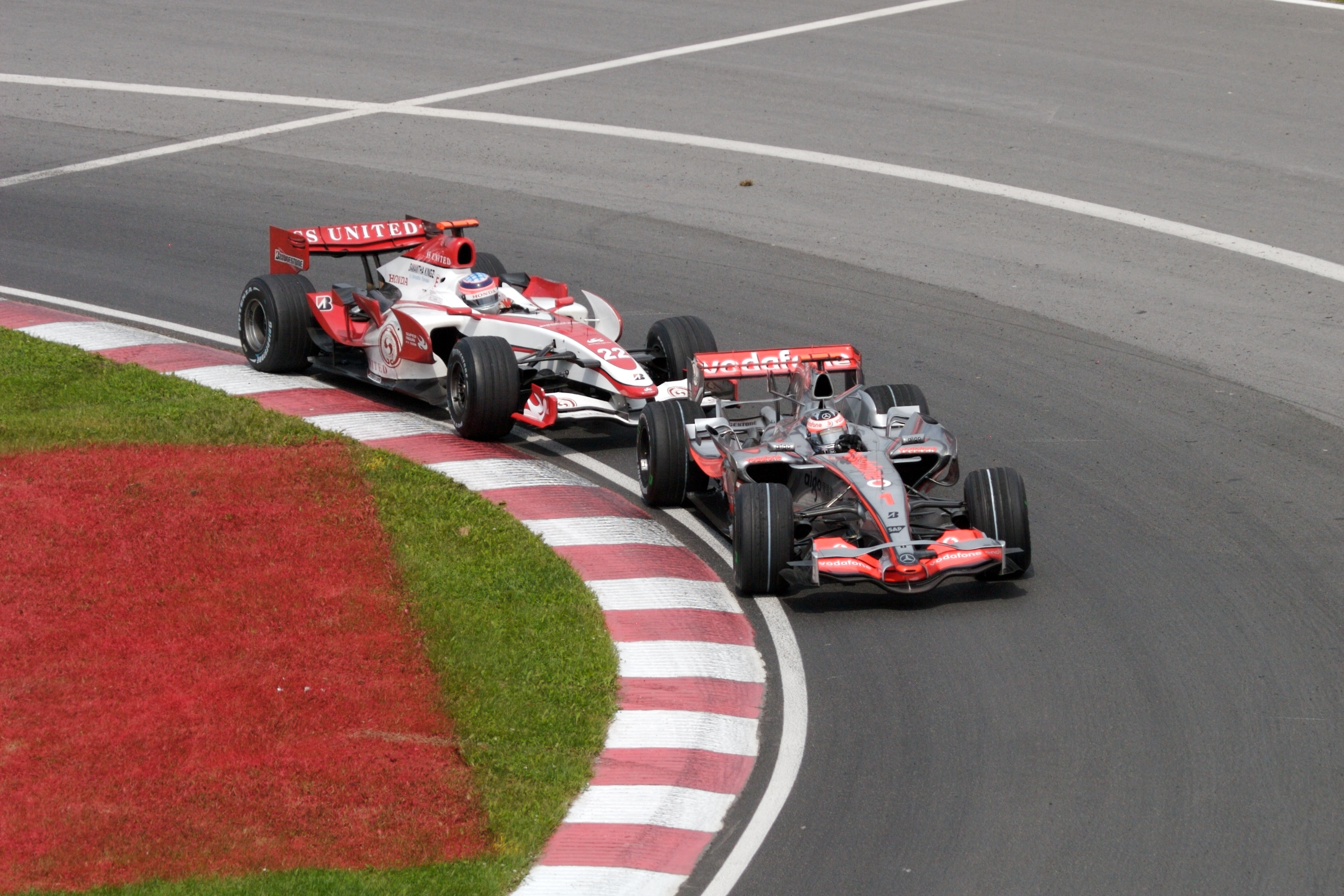
Satō va dépasser Fernando Alonso pour réaliser le meilleur résultat de son écurie en terminant 6e au Canada en 2007

Après un Grand Prix de Monaco décevant où les SA07 ne franchissent pas la première session de qualification et terminent à deux tours du vainqueur, le Japonais fait encore mieux au Canada. Parti de la onzième place de la grille, il profite des disqualifications de Felipe Massa et Giancarlo Fisichella et de l'accident de Robert Kubica, pilotes généralement classés dans les points, pour se hisser à la sixième place et permettre à son écurie de marquer trois nouveaux points en championnat, l'écurie officielle Honda n'ayant toujours pas inscrit la moindre unité. Davidson réalise également une performance honorable en égalant son meilleur résultat en course (onzième), dans le même tour que le vainqueur.
La suite de la saison s'avère beaucoup plus difficile, principalement à cause du manque de ressources financières de l'écurie qui limite les développements techniques des monoplaces. À Indianapolis, seul Davidson atteint la Q2 mais ne termine à nouveau qu'à la onzième place finale quand son coéquipier abandonne prématurément après un tête-à-queue. Puis il faut attendre le Grand Prix d'Europe pour voir les monoplaces japonaises participer à nouveau à la deuxième partie des qualifications, sans pour autant concrétiser en course.
Hors-piste, la situation se révèle encore plus inquiétante pour la jeune écurie. En effet Super Aguri ne reçoit toujours pas d'argent de SS United, son principal commanditaire, un consortium chinois de pétrole et gaz basé à Hong Kong. L'équipe voit ses comptes virer au rouge et Aguri Suzuki est contraint de se séparer d'une trentaine de membres de son personnel,. Honda, qui fournit déjà à Super Aguri un soutien technique important, ne souhaite pas aller plus avant sur le plan financier avec Aguri Suzuki qui doit se lancer à la recherche d'investisseurs à court terme à qui il ouvrirait son capital pour trouver des liquidités. Des contacts sont pris avec Vijay Mallya, propriétaire de la compagnie aérienne Kingfisher Airlines, mais celui-ci, en septembre 2007, se porte finalement acquéreur de Spyker F1 Team via le consortium Orange India Holdings dont il est, avec le Néerlandais Michiel Mol, l'un des deux actionnaires et engage l'écurie dès 2008 sous le nom de Force India.

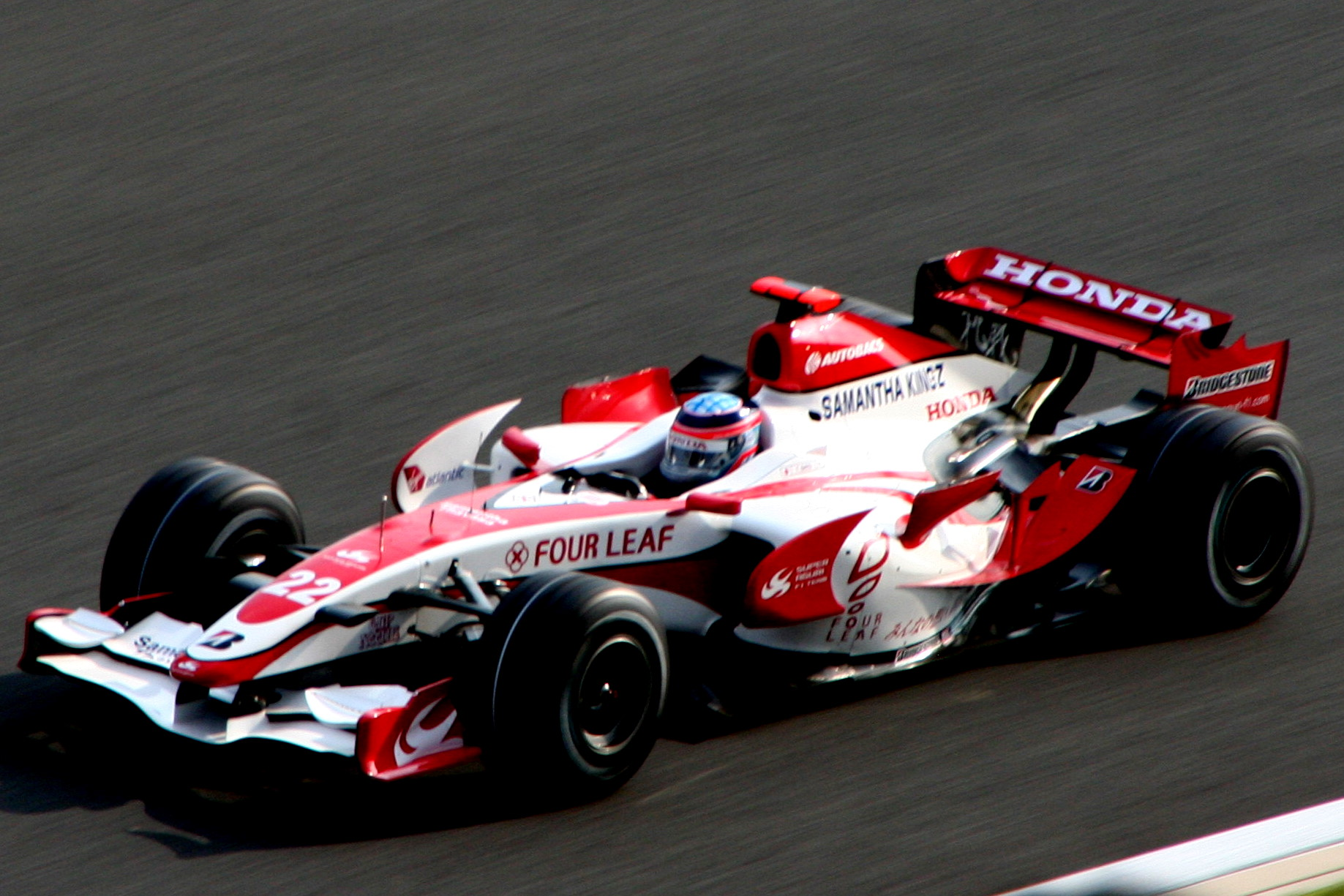
Takuma Satō lors de son Grand Prix national en 2007. SS United a laissé place à Four Leafs.

Daniele Audetto, le bras droit d'Aguri Suzuki, le met en contact avec l'homme d'affaires espagnol d'origine libanaise Alejandro Agag Longo qui possède des parts dans l'écurie de GP2 Campos Grand Prix mais les négociations tournent court,. Des démarches sont alors entreprises auprès de Tony Teixeira puis de John Menard, propriétaire de l'usine de Leafield sans plus de succès. Aguri Suzuki, qui est d'origine indienne, entre en contact avec le magnat de l'acier indien Lakshmi Mittal (fondateur et actionnaire majoritaire du groupe Mittal Steel Company) et son compatriote Andaleeb Sehgal, un des promoteurs de l'A1 Grand Prix mais là encore les négociations n'aboutissent pas. Les consortiums indiens Spice Group et Tata Group envisagent alors de s'associer pour racheter à 100 % l'écurie à condition de confier le volant d'une des monoplaces au pilote indien Narain Karthikeyan qui a déjà pris le départ de Grands Prix de Formule 1 en 2005 chez Jordan Grand Prix et est depuis 2006 pilote-essayeur chez Williams F1 Team. Honda, par l'entremise de Nick Fry, directeur de l'écurie Honda Racing F1 Team s'y oppose fermement et menace de ne plus fournir de moteur à l'écurie si Karthikeyan est recruté.
Les tracas financiers se ressentent sur les performances en piste. Après le Grand Prix d'Europe, Sakon Yamamoto quitte définitivement l'écurie pour rejoindre Spyker où il remplace Christijan Albers. À partir du Grand Prix du Japon, les SA07 reçoivent une nouvelle livrée où SS United (dont le logo est resté présent sur les monoplaces jusqu'au Grand Prix de Belgique bien que le consortium chinois n'ait pas honoré son engagement financier) est définitivement remplacé par un nouveau partenaire, Four Leafs Corporation, une société japonaise spécialisée dans la nourriture diététique.

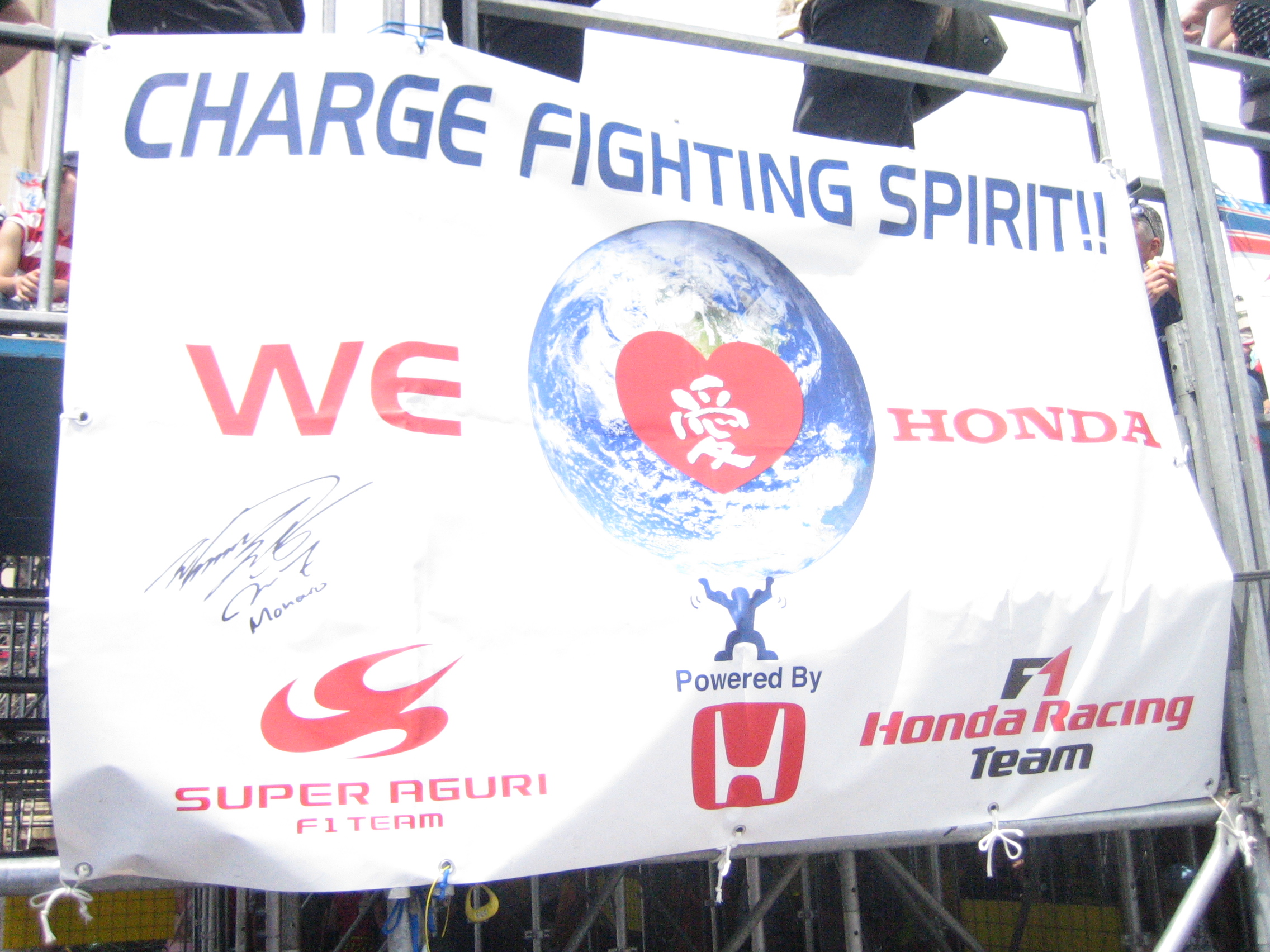
Banderole de supporters de Honda F1 Team et Super Aguri au Grand Prix de Monaco 2007.

Pour son Grand Prix national, Aguri Suzuki veut mettre l'accent sur la dimension japonaise de son écurie (fondée par un japonais, motorisée par Honda, chaussée en Bridgestone, sponsorisée depuis ses débuts par Samantha Kingz et dont l'un de ses pilotes est japonais) : la société nipponne Autobacs (spécialisée dans la revente de pièces détachées dans l’automobile) commanditaire historique d'Aguri Suzuki en championnat Super GT japonais fait ainsi son apparition de même que Carrozeria, propriété de Pioneer Corporation, ce qui témoigne de la volonté de nombreux amateurs japonais de voir l'écurie survivre en Formule 1. Virgin Atlantic, dont les couleurs rouge et blanc correspondent au code visuel de l'écurie et respecte l'ancien code des couleurs nationales du Japon, est également présent sur la nouvelle livrée. Néanmoins Aguri Suzuki déclare, afin d'attirer les investisseurs de tout horizon, que rien ne l'oblige à poursuivre son partenariat avec Honda en 2008.

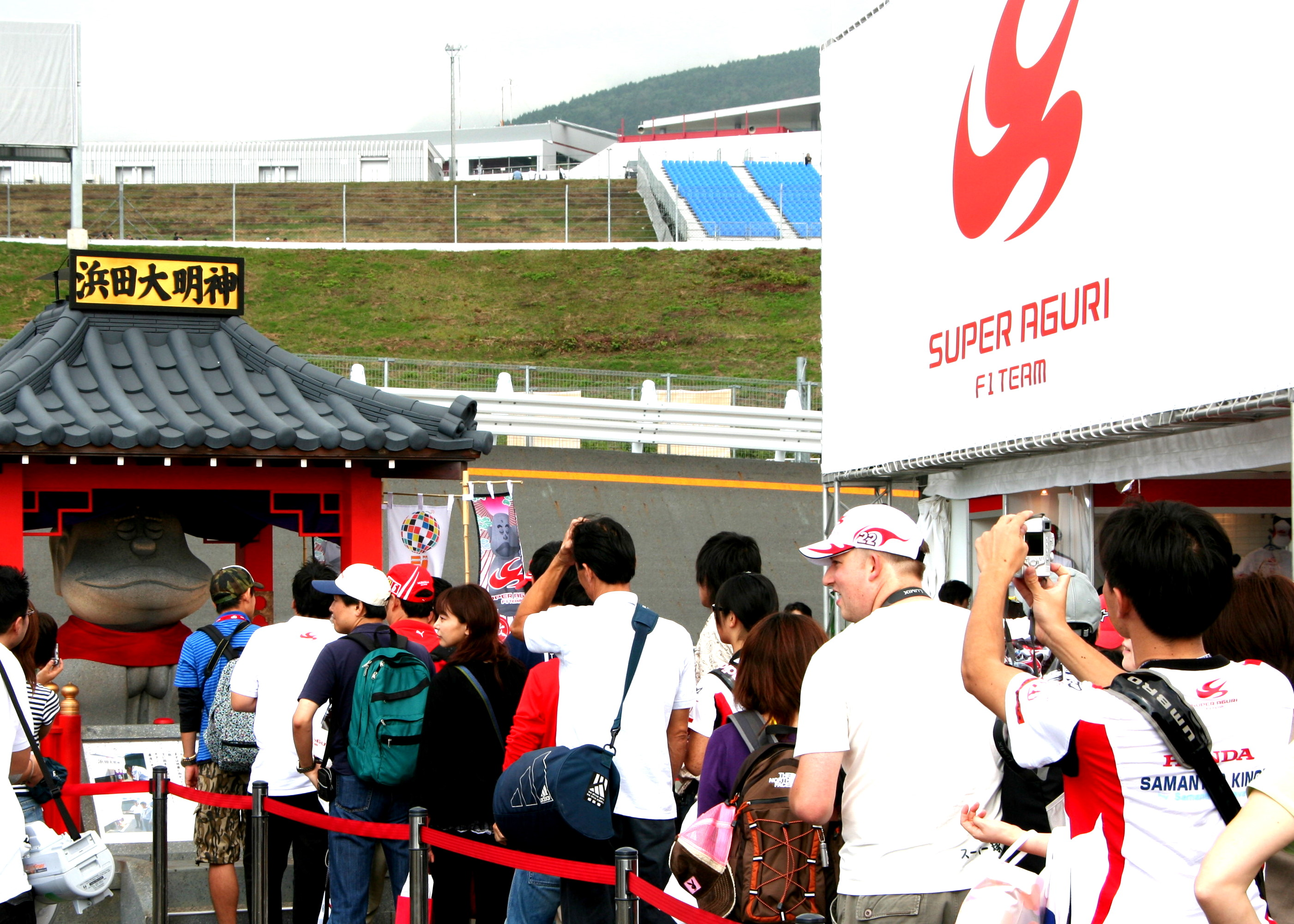
Fans de Super Aguri au Grand Prix du Japon 2007.

Si les SA07 gagnent en fiabilité (deux abandons seulement imputables à la mécanique lors des huit dernières épreuves de la saison), elles ne peuvent plus se hisser dans les points, Satō réalisant lors de la dernière course, au Brésil, le meilleur résultat de la seconde partie de saison en se classant douzième.
La seconde saison de l'écurie novice a été très compromise par les difficultés financières mais les résultats sportifs sont assez satisfaisants. Les machines japonaises n'ont abandonné qu'à dix reprises (dont six fois sur panne mécanique) et inscrit quatre points, ce qui place Super Aguri à la neuvième place du classement des constructeurs après la disqualification de McLaren. Un autre motif de satisfaction pour Aguri Suzuki est la comparaison des résultats de son écurie avec son équipe de tutelle Honda Racing F1 Team. En effet, les RA107, elles aussi victimes de six abandons sur cause mécanique n'ont inscrit que six points dans la saison et ne se classent que huitième du championnat. Il aura même fallu attendre l'avant-dernier Grand Prix de l'année, en Chine et la cinquième place de Jenson Button pour que Honda ne devance Super Aguri au classement général.

### 2008: quatre courses puis le retrait

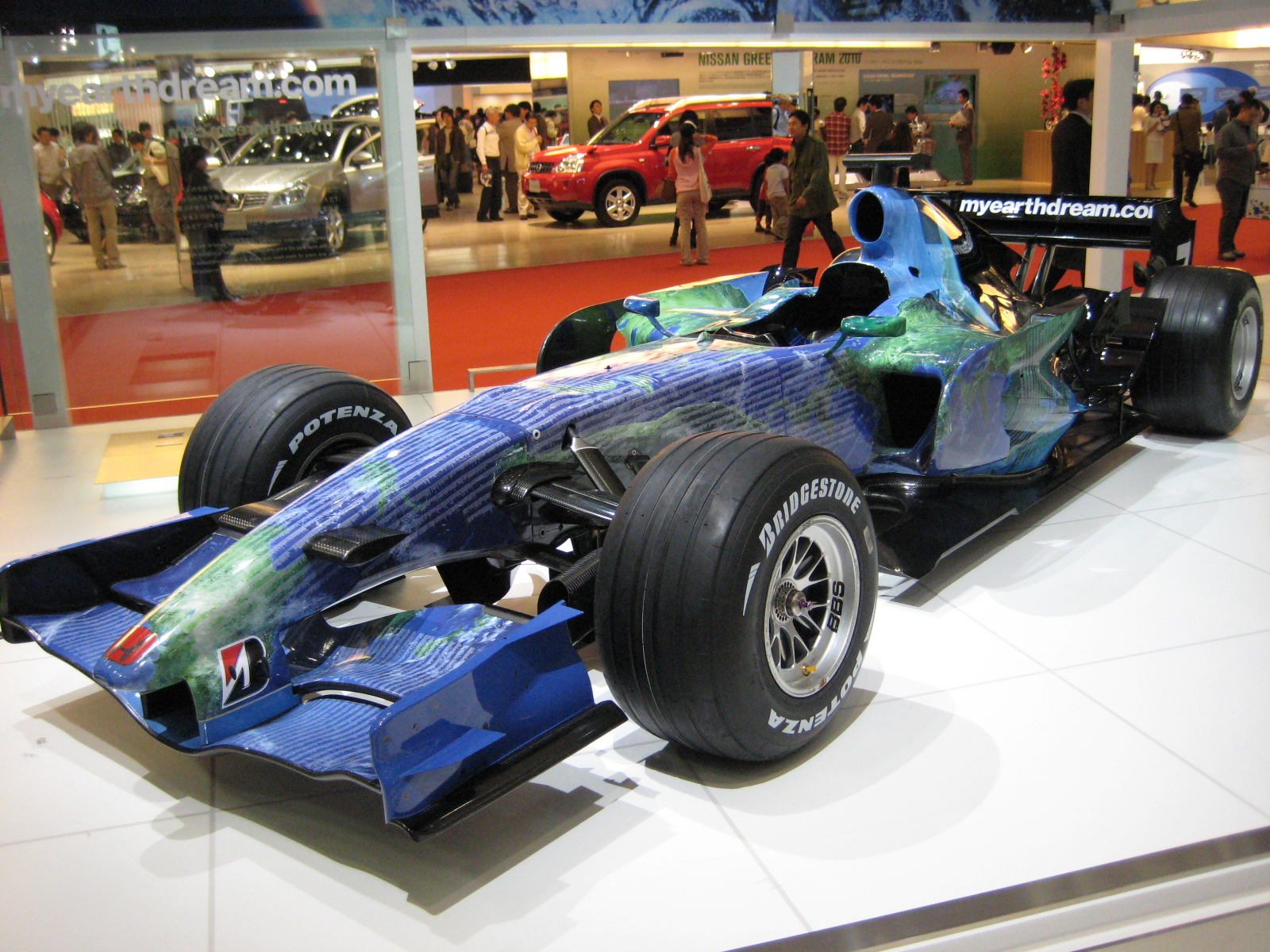
La Honda RA107 de 2007 sert de base à la conception de la SA08A.

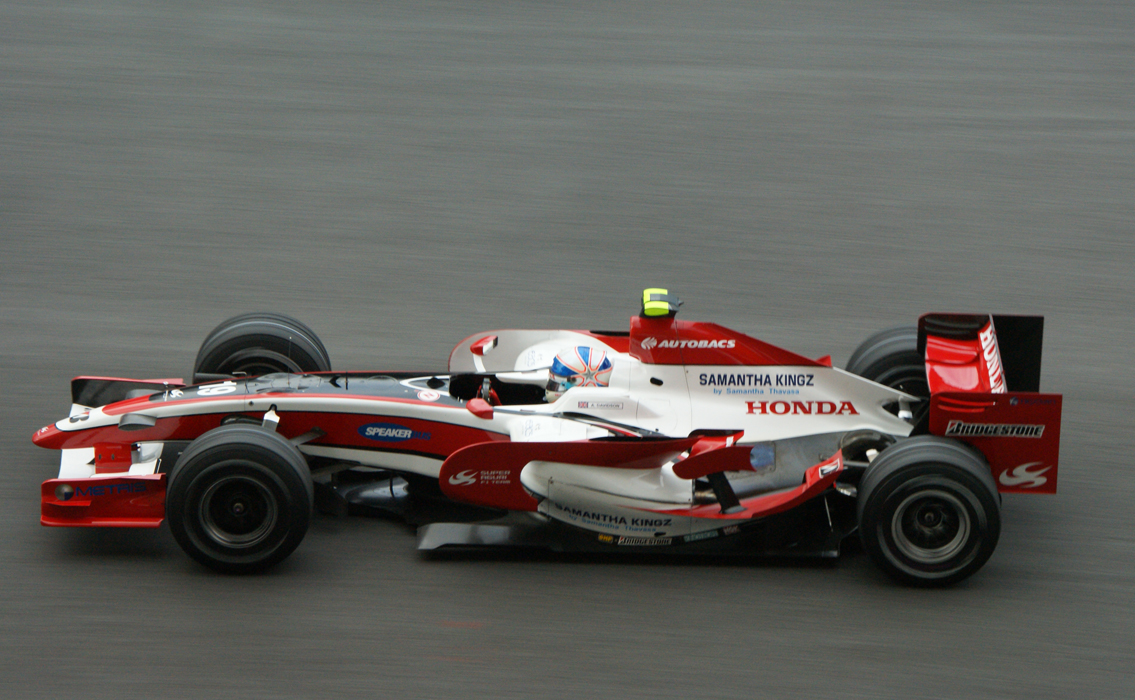
Anthony Davidson sur SA08A au Grand Prix de Malaisie en 2008.

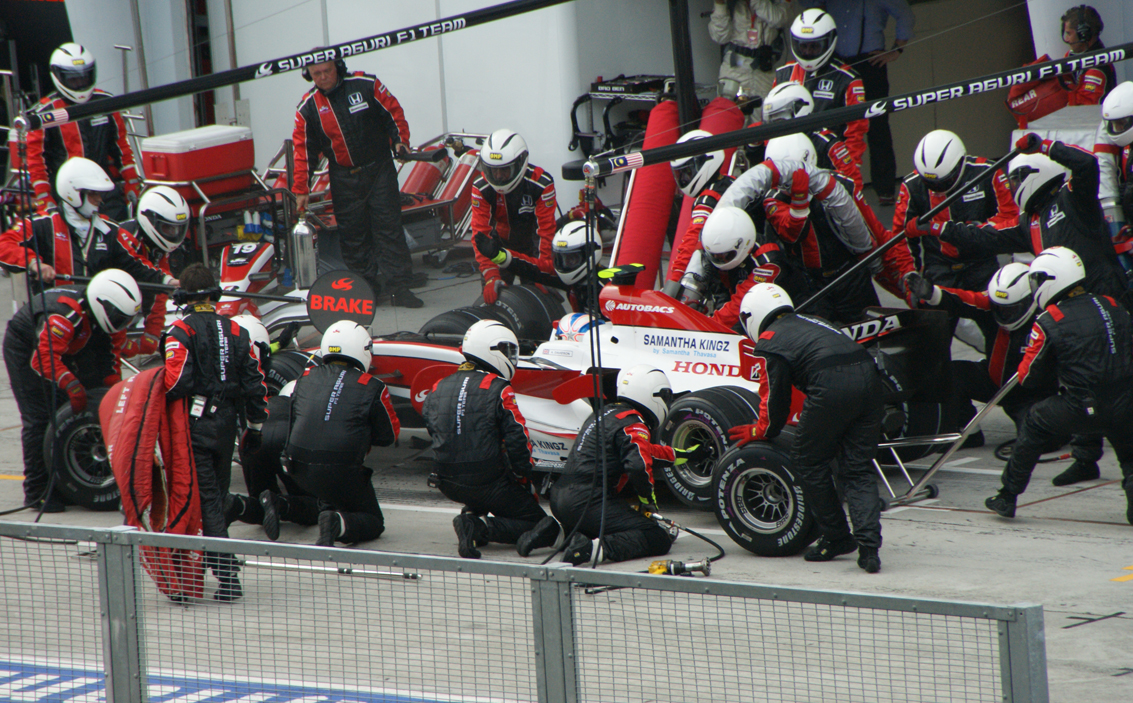
Pit-stop d'Anthony Davidson au Grand Prix de Malaisie 2008.

L'inter-saison 2007-2008 est obscurcie par les problèmes financiers de la petite écurie japonaise ainsi que par des tracas réglementaires. Frank Williams et Colin Kolles poursuivent leur action entamée en 2007 en contestant à nouveau la légalité de l'engagement de l'écurie japonaise. Le patron de l'écurie Williams se plaint du flou juridique qui entoure les écuries qui engagent des « châssis-clients ». Il déclare :« C'est trop facile de chasser sur nos terres des points et des dollars avec le quart de notre budget. La F1 est une affaire de constructeurs et si nous devons investir dans des infrastructures pour concevoir et fabriquer des châssis, nos adversaires doivent remplir les mêmes obligations. »
Colin Kolles, manager de la nouvelle écurie Force India (ex-Spyker F1 Team, ex-Midland F1 Racing), va encore plus loin en menaçant d'avoir recours aux tribunaux pour trancher les cas litigieux d'engagements d'équipes qui ne conçoivent pas leur propre châssis et leur droit à toucher les primes de la Formula One Management (FOM). En effet, à l'issue de chaque saison, la FOM, qui gère notamment les droits de diffusion télévisée de la Formula One Administration, accorde une prime proportionnelle en fonction de leur classement final du championnat aux dix premières écuries. En 2007, Spyker F1 Team, qui s'est classée derrière Toro Rosso et Super Aguri touche une prime moindre : Kolles réclame une prime plus importante en arguant que son équipe produit ses propres châssis, ce qui n'est le cas ni de Toro Rosso ni de Super Aguri.
La FIA évite le procès en proposant que Toro Rosso et Super Aguri compensent la perte financière de Force India sur leurs propres deniers. Red Bull, propriétaire de Toro Rosso, signe avec Force India une convention en renonçant explicitement aux primes qui accompagneraient les points inscrits par l'écurie en 2008 et 2009. Kolles renonce alors à poursuivre la FIA, ce qui « sauve » Super Aguri.
La nouvelle monoplace japonaise (SA08A), évolution du châssis existant Honda RA107 piloté par Button et Barrichello en 2007, est modifiée par Mark Preston, mue par le nouveau bloc V8 Honda RA808E et doit faire ses premiers tours de roue le 19 février. La RA107 n'a permis à ses pilotes de n'inscrire que six points en 2007 (à comparer avec les 86 unités conquises par la monoplace à l'origine de la Super Aguri SA07) et l'abandon de l'antipatinage, désormais prohibé par la réglementation 2008, ne risque pas d'accroître son potentiel. Déjà en danger sur le plan financier (la faillite se fait de plus en plus menaçante avec une dette estimée à 60 millions de dollars), Super Aguri risque de subir les pires déconvenues en course avec une monoplace qui était déjà très décevante la saison précédente.
Faute d'argent, Aguri Suzuki est contraint d'annuler la plupart des séances d'essais privés nécessaires à la mise au point de la SA08A : certaines pièces essentielles n'ont pas été livrées par les sous-traitants faute de paiement. Aguri Suzuki se trouve même dans l'impossibilité de confirmer la présence pour la saison à venir de ses pilotes. Les premiers essais ont lieu à Barcelone où la monoplace est confiée à Satō et Davidson mais également à Luca Filippi, Andreas Zuber et Mike Conway qui courent tous les trois en GP2 Series. James Rossiter, pilote d'essai Honda depuis 2005 est également convié à prendre le volant de la SA08A. S'il souhaite conserver son tandem de l'année précédente, Suzuki entre également en contact plus étroit avec Luca Filippi mais le pilote italien préfère signer chez ART Grand Prix en GP2 Series. Une semaine seulement avant la date prévue de la présentation de la SA08A à la presse, Suzuki annonce que cette manifestation est repoussée à une date ultérieure. Plus inquiétant encore est le fait que cette date n'est pas annoncée à cause de l'avenir flou de l'écurie.
Toujours en quête d'investisseurs à l'orée du championnat, Suzuki annonce quelques jours avant le début de la saison avoir trouvé un accord de partenariat avec Magma Group,, une société de conseil britannique spécialisée dans l'automobile, basée dans les mêmes locaux britanniques que Super Aguri et dirigée par Martin Leach, ancien président de Ford Europe, ancien directeur général de Maserati et ancien directeur exécutif de Mazda Japon. Daniele Audetto, l'adjoint d'Aguri Suzuki, connaît bien cette société car elle a racheté au Menard Group les sociétés MEL et MTC-Menard Competition Technologies dont il était vice-président et directeur commercial avant de rejoindre Super Aguri. Même si les différentes parties ne précisent pas la future implication du Magma Group, il apparaît qu'elle doit se traduire par un rachat complet ou partiel de l'écurie. Dans les faits, le Magma Group n'est que le représentant d'une holding de Dubaï, Dubaï International Capital, disposée à investir 70 millions de dollars par an dans l'équipe.
Satō et Davidson sont au départ du Grand Prix inaugural d'Australie mais, au volant d'une SA08A qui n'a effectué quasiment aucune séance de développement, ils ne réalisent que les vingtième et vingt-deuxième temps de qualification. Cette mauvaise place sur la grille de départ ruine les espoirs de Davidson impliqué dans un accrochage au départ de l'épreuve. Satō ne reçoit pas non plus le drapeau à damier puisqu'il tombe en panne de transmission peu après la mi-course.
Les qualifications se passent tout aussi mal en Malaisie, Satō dix-neuvième devançant Davidson à la vingt-et-unième place. La course est plus satisfaisante puisque les deux voitures rejoignent l'arrivée en quinzième et seizième position. Toutefois, Davidson est à un tour du vainqueur et son coéquipier relégué à deux tours. Il devient évident que la bonne dynamique de la saison précédente est brisée et que Super Aguri ne peut lutter qu'avec l'autre équipe de fond de grille, la novice Force India. La désillusion est encore plus forte à Bahreïn où Davidson et Satō occupent de conserve la dernière ligne de la grille de départ. Ils rejoignent tout de même l'arrivée, Davidson 16e juste devant son coéquipier, à un tour du vainqueur.

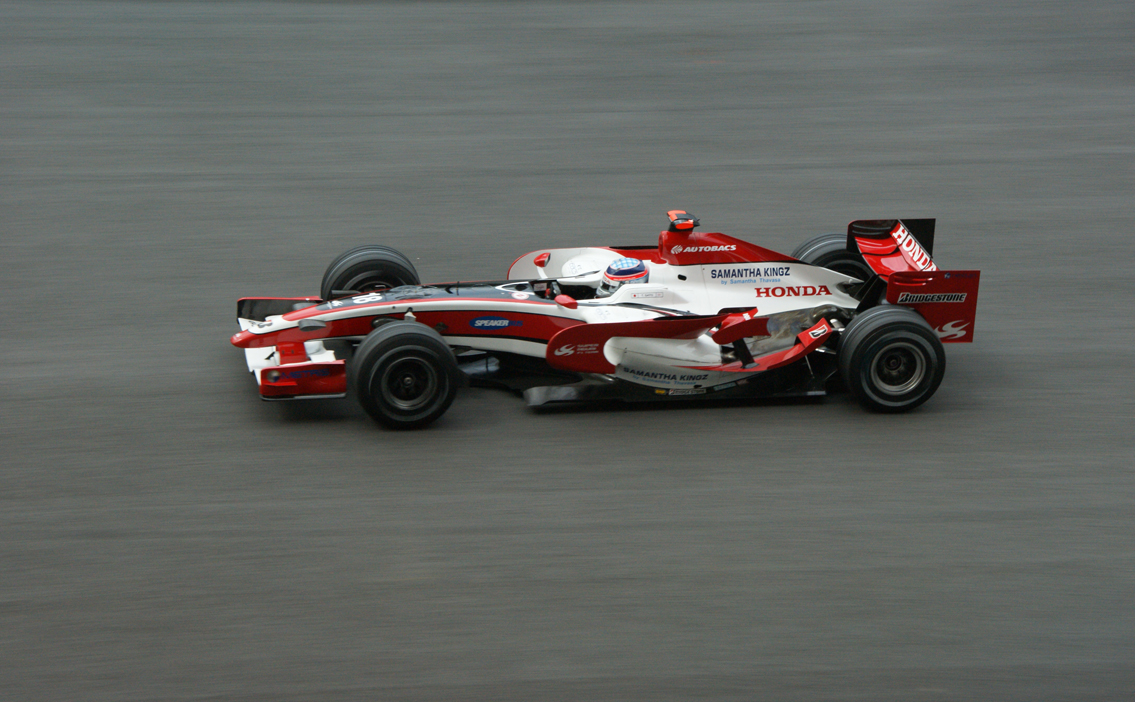
Takuma Satō sur SA08A à Sepang en 2008.

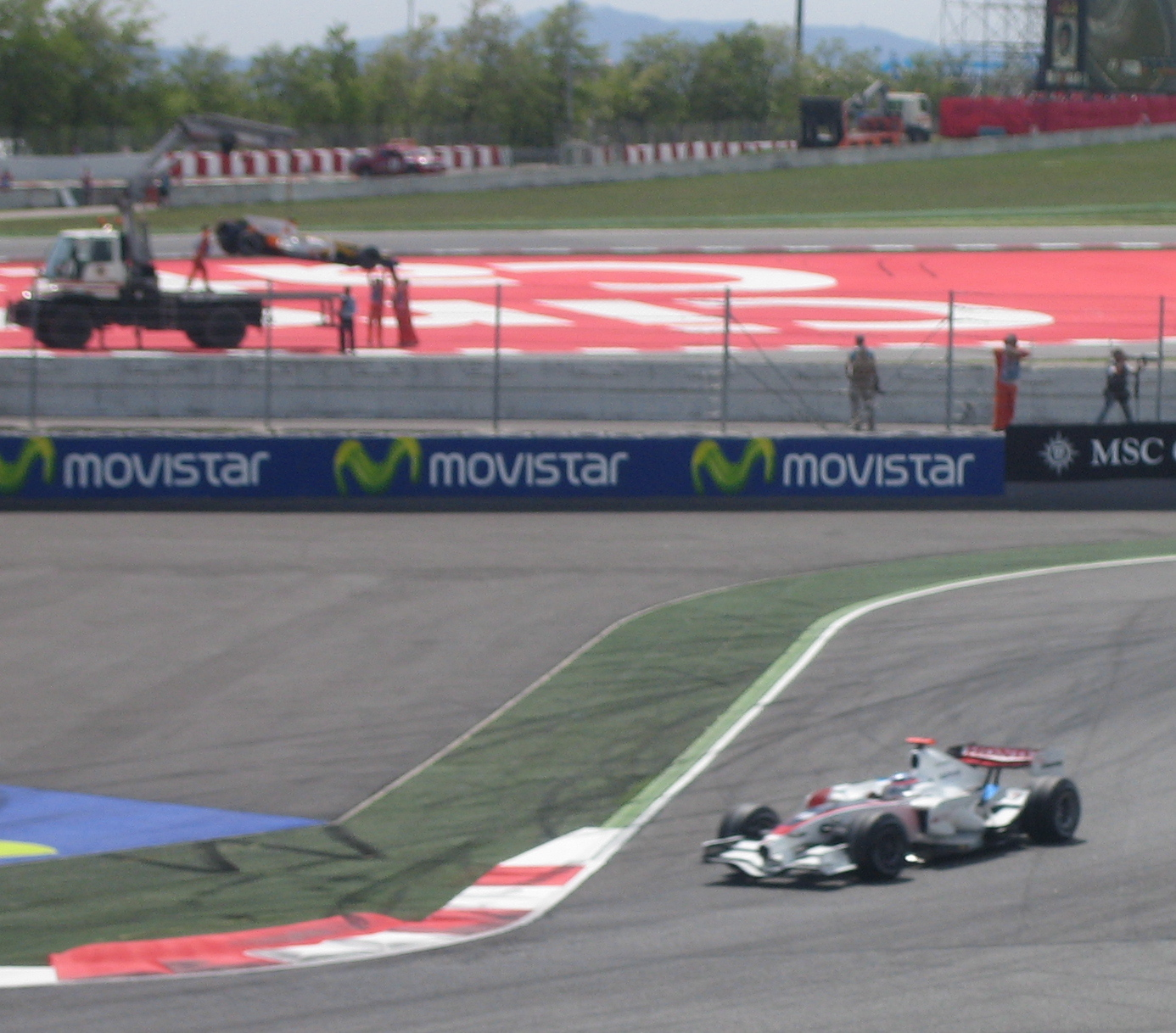
Takuma Satō au Grand Prix d'Espagne 2008, ultime course de l'écurie.

Le 16 avril, Aguri Suzuki annonce, au moment où la cession de l'écurie aurait dû se finaliser, que le Magma Group a retiré son offre de rachat conformément aux décisions du Dubaï International Capital qui ne souhaite plus investir dans l'écurie japonaise,. Cette décision condamne irrémédiablement l'équipe japonaise qui participe tout de même au Grand Prix d'Espagne le 27 avril dans l'espoir ultime de convaincre un nouveau commanditaire de financer le reste de la saison. Cette participation au Grand Prix alors que la société est exsangue financièrement est rendue possible grâce aux subsides de Bernie Ecclestone, grand argentier de la Formule 1. Comme à Bahreïn, les SA08A s'élancent de la dernière ligne. Davidson est rapidement contraint à l'abandon sur problème mécanique tandis que Satō parvient à franchir la ligne d'arrivée à une honorable treizième place, réalisant ainsi la meilleure performance de l'écurie depuis le début de la saison,.
Lors de l'épreuve suivante, le Grand Prix de Turquie, les camions et motorhomes de l'écurie se voient interdire l'accès au circuit : Nick Fry, le directeur technique de Honda Racing F1 Team, agacé du soutien du constructeur japonais pour Super Aguri alors que l'équipe officielle est elle aussi en proie à des difficultés, a informé la FOM que Super Aguri ne prendrait pas part à la course après l'échec des négociations entamées depuis quelque temps entre Honda, Super Aguri et la société allemande Weigl Group éventuelle candidate à la reprise de l'écurie,. Le 6 mai, Aguri Suzuki annonce le retrait définitif de son équipe du championnat du monde avec effet immédiat,. Il déclare :

« Avec l'aide de Honda, nous avons réussi à maintenir l'écurie en activité pendant un bon moment mais il semble désormais difficile de trouver une solution permettant à Super Aguri de poursuivre son activité dans l'avenir, voila pourquoi je préfère me retirer de la compétition [...] Nous avons juste manqué de temps pour finaliser notre accord avec Weigl Group [...] Je remercie tous nos fans à travers le monde qui nous ont loyalement supporté [...] Je suis épuisé, je dois faire une pause, la Formule 1 est un club de piranhas et je ne veux plus avoir à mettre mes doigts dedans. »

Anthony Davidson, interrogé sur son aventure avec Super Aguri, conclut en ces termes :

« La Formule 1 est une discipline très difficile, les écuries apparaissent et disparaissent. Certaines, surtout les plus modestes, vont manquer aux amateurs de Formule 1. Mais c'est certainement un signe du temps, une évolution de la discipline, les écuries privées n'ont plus leur place en Formule 1. »

### 2009: Super Aguri dément un éventuel retour en championnat du monde
Début 2009, la FIA, à la suite de la crise économique de 2008-2009, annonce un profond changement du règlement du championnat du monde : les écuries dont le budget annuel de fonctionnement sera inférieur à 45 millions d'euros environ (salaires des pilotes et dépenses marketing exclues) disposeront en contrepartie d'avantages techniques comme la possibilité d'utiliser des ailerons ajustables et des moteurs aux régimes non limités. Plusieurs écuries telles Lola ou Litespeed F3 font alors état de leur désir de s'engager en Formule 1 si un tel règlement est appliqué. Peu après, dans les paddocks du Grand Prix de Barcelone, circule l'information selon laquelle Super Aguri paraît proche de franchir le cap d'une nouvelle inscription en Formule 1. Dès le lundi 11 mai 2009, Fumio Akita, ancien copropriétaire de l'écurie, dément l'information auprès du magazine spécialisé britannique Autosport : 

« Il n'y a absolument aucune chance pour que nous revenions en F1. Même sans la crise économique et ses effets dévastateurs au Japon, nous ne pourrions pas nous le permettre. Nous nous sommes déjà retirés car nous n'avions plus d'argent pour continuer et même si nous avions 60 millions de dollars à dépenser nous serions obligé de repartir de zéro. Nous ne savons pas d'où viennent ces rumeurs mais Aguri Suzuki a déjà dit qu'il n'y avait aucune chance de retour pour Super Aguri,. »

## La liquidation judiciaire de l'écurie

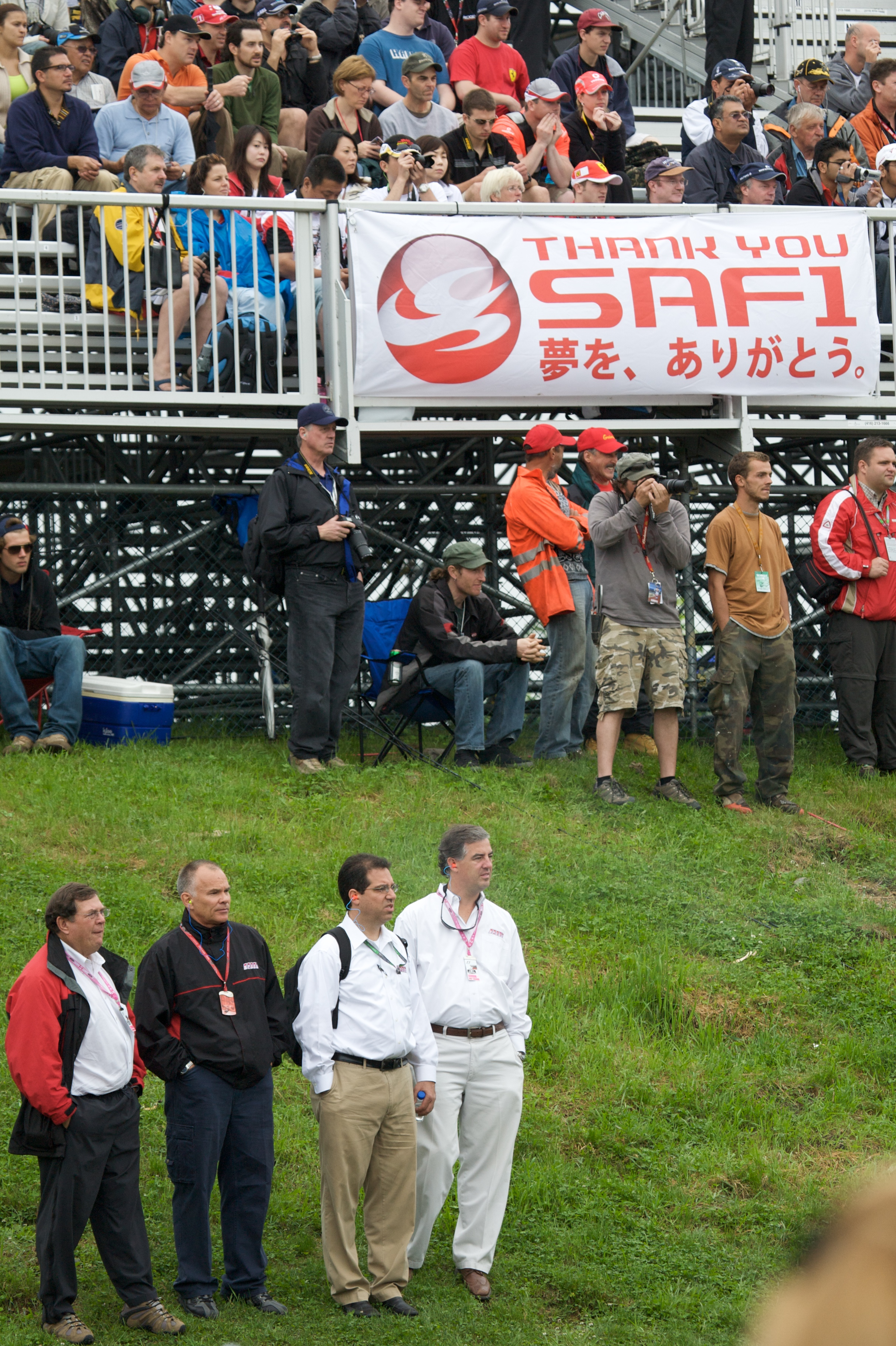
Un message de soutien de supporters de Super Aguri au Grand Prix du Canada 2008.

Aguri Suzuki pense pouvoir vendre l'ensemble de ses avoirs en un seul lot à un repreneur désireux de se lancer en Formule 1 et charge Philip Long, Ian Gould et Brian Hamblin du cabinet PKF de cette mission,. Long déclare : « Cette offre est une occasion unique de se lancer dans le sport automobile de haut niveau sans avoir à partir de zéro. En termes de capacités, une nouvelle équipe pourrait facilement être opérationnelle pour la saison 2009 : tout est en place, y compris le personnel, l’expertise technique, les locaux. Une nouvelle équipe pourrait arriver et prendre en charge une unité pleinement opérationnelle dès le premier jour et je suis heureux qu’il y ait déjà beaucoup d’intérêt. »
Le 7 juillet 2008, les créanciers de Super Aguri décident de se passer des services de la firme PKF qui ne parvient pas à trouver un repreneur unique. William Turner et Geoffrey Kinlan, de BDO Stoy Hayward sont alors mandatés par les créanciers pour réaliser la liquidation des monoplaces, des motor-homes, des camions de transports et des équipements techniques. Ce même jour, Adrian Campos et Alejandro Agag, un temps pressentis comme repreneurs de l'équipe japonaise, annoncent qu'il viennent de prendre contact avec Aguri Suzuki afin de racheter ses équipements techniques.
PKF annonce également qu'un des actionnaires de la défunte écurie, SHM Smith Hodgkinson, mettra en vente une monoplace SA06 sur eBay. Puis une vente aux enchères de collectors destinés aux amateurs de sport automobile est organisée fin juillet en Grande-Bretagne et un Japonais achète pour 105 000 dollars une des monoplaces pilotées par Takuma Satō. En réalité, il ne s'agit pas d'une voiture complète mais d'un châssis roulant démuni de son bloc Honda et de sa boîte de vitesses.
Finalement fin juillet, avant même que BDO Stoy Hayward n'organise sa vente aux enchères, la société Formtech GmbH spécialisée dans la conception et la production d’outils et de pièces de haute précision, rachète les actifs Super Aguri. La compagnie allemande qui fabrique des pièces pour l’industrie automobile et notamment la Formule 1 souhaite ouvrir sa première usine au Royaume-Uni et utiliser les installations du Centre Technique de Leafield pour étendre ses activités dans le marché des fabricants et fournisseurs. Un autre objectif de Formtech GmbH est d’attirer des compagnies qui aspirent à gérer leur propre équipe de sport automobile afin qu’ils leur achètent des équipements de course. Le groupe a également racheté tout l’équipement de compétition (camions de transport, motor-home...) dans le but de le revendre à des écuries de sport automobile. Franz Hilmer, le directeur général de Formtech GmbH, a aussi déclaré vouloir conserver dans son personnel un certain nombre d’anciens employés de Super Aguri très expérimentés dans le domaine des matériaux composites.
Le 5 décembre 2008, Honda annonce son retrait de la Formule 1 en raison de la crise économique mondiale. Takeo Fukui, le président de Honda Motor déclare en conférence de presse : « Honda va se retirer de la Formule 1 et 2008 sera sa dernière saison. »
La vente de l'équipe est prononcée le 6 mars 2009 et une nouvelle écurie, Brawn GP Formula One Team, est engagée à partir des cendres de l'écurie nippone en 2009. Ainsi, l'écurie-mère Honda Racing F1 Team n'aura survécu que quelques mois à Super Aguri. À la lumière de cette nouvelle information, il apparaît que la modeste écurie nipponne n'avait plus aucun avenir en Formule 1.

## Encadrement de l'écurie Super Aguri en 2008
| Propriétaire-fondateur          | Aguri Suzuki       |
| Directeur                       | Daniele Audetto    |
| Directeur technique             | Mark Preston       |
| Directeur sportif               | Graham Taylor      |
| Designer en chef                | Peter McCool       |
| Chef aérodynamicien             | Ben Wood           |
| Chef mécanicien                 | Phil Spencer       |
| Ingénieur de course de Satō     | Gerry Hughes       |
| Ingénieur de course de Davidson | Antonio Cuquerella |
| Pilotes de course               | Takuma Satō        |
| Pilotes de course               | Anthony Davidson   |
| Pilote de développement         | James Rossiter     |

### Propriétaire fondateur: Aguri Suzuki

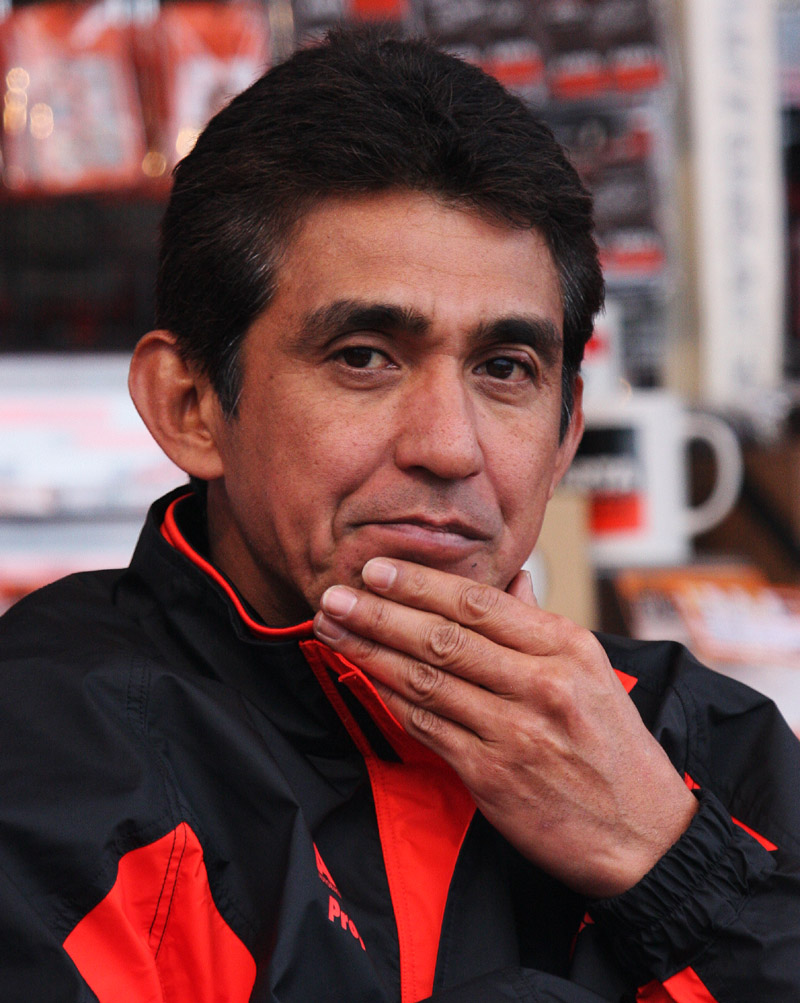
Aguri Suzuki lors d'une manche de Super GT en 2008.

Fils du fondateur de la fédération japonaise de karting, Aguri Suzuki débute en sport mécanique en 1972 en karting et remporte à deux reprises le championnat japonais classe A en 1978 et 1981. Il passe à la Formule 3 japonaise en 1979 et se classe second du championnat en 1983 (en remportant deux victoires) derrière Yoshimasa Fujiwara. Il signe alors un contrat avec Nissan pour disputer le championnat national de tourisme et trois ans plus tard remporte le championnat du Japon de voitures de tourisme (JTCC) classe A avant de passer à la Formula Nippon. Il signe chez Footwork Racing et termine vice-champion en 1987 (deux victoires à Suzuka) derrière Kazuyoshi Hoshino avant de gagner le titre l'année suivante au volant d'une Mooncraft puis d'une March-Yamaha engagées par Footwork.
De 1988 à 1995, il est pilote de Formule 1 pour le compte des écuries Zakspeed, Larrousse, Footwork Racing et Ligier. Au volant d'une des deux Lola-Lamborghini alignées par l'équipe française Larrousse, il marque son premier point à l'occasion du Grand Prix de Grande-Bretagne, puis un autre en Espagne. Il devient, à l'occasion du Grand Prix du Japon, en 1990, le premier Japonais à monter sur un podium dans la discipline-reine en se classant troisième.
De 1996 à 1998, il retourne en All Japan GT Championship avec Nissan et remporte une victoire en 1997 à Suzuka. En 1998, il termine troisième des 24 Heures du Mans au volant d'une Nissan R390 GT1 en compagnie de Kazuyoshi Hoshino et Masahiko Kageyama. En 2000, il remporte une épreuve de All Japan GT Championship sur le circuit de Fuji.
Il raccroche ensuite les gants pour devenir manager de jeunes pilotes japonais et met en place le championnat de Formula Dream sponsorisé par Honda. En 1997, il fonde son écurie, Autobacs Racing Team Aguri Project puis en 2002 il s'associe avec Adrián Fernández pour créer l'équipe Super Aguri Fernandez Racing qui dispute le championnat IndyCar Series dès l'année suivante. Roger Yakusawa, le premier pilote engagé, est remplacé en 2004 par Kōsuke Matsūra. Matsūra échoue de peu dans la conquête de la pole position à Michigan et termine quatrième à Louisville, ce qui lui permet de remporter le titre de Rookie of the Year.
En 2006, pour se consacrer à la Formule 1, Aguri Suzuki cède ses parts à Fernández puis, en 2007, fonde une nouvelle écurie engagée en IRL, Super Aguri Panther Racing,.

### Directeur: Daniele Audetto

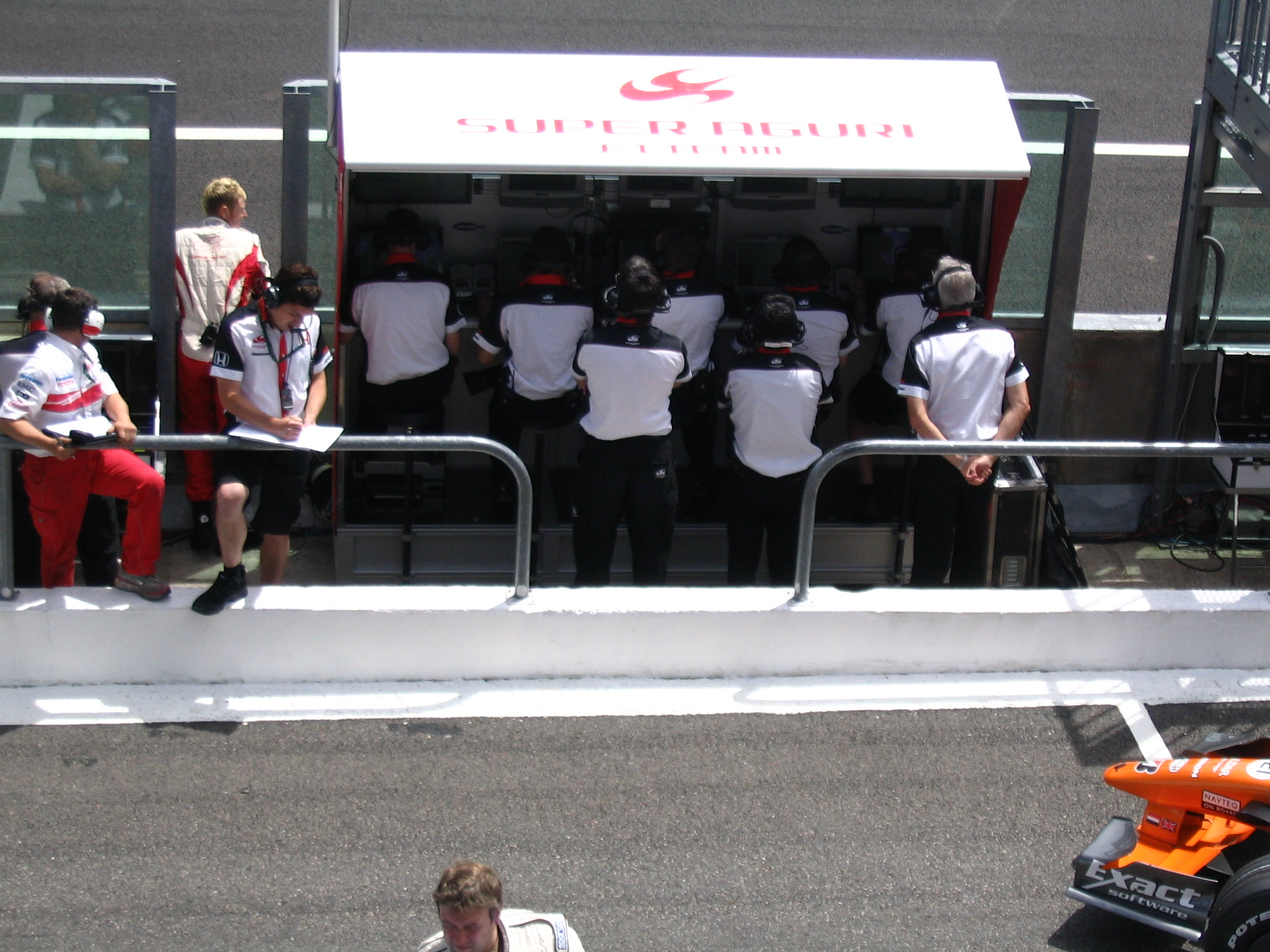
L'équipe technique de Super Aguri dans la pitlane du circuit de Magny-Cours en 2007.

De 1968 à 1975, Daniele Audetto grimpe les échelons au sein de la Scuderia Lancia, division sportive de Lancia qui participe au championnat du monde des rallyes et au championnat du monde d'endurance. Les bons résultats obtenus par Lancia (un titre de champion intercontinental et deux titres de champion du monde des rallyes) lui permettent de devenir team-manager de la Scuderia Ferrari en Formule 1 en 1976 et 1977. Sous sa houlette, la Scuderia remporte le titre constructeur en 1976 et les titres pilote et constructeur en 1977.
Il retourne aux rallyes de 1977 à 1982 au sein des équipes Fiat (qui remporte par trois fois le championnat du monde) et Lancia puis intègre la direction de la firme Abarth jusqu'en 1986. De 1986 à 1995, après avoir créé sa société de recherche de commanditaires pour les écuries sportives, il exerce la même fonction chez Lamborghini, qui fournit des moteurs pour les compétitions de bateaux off shore ainsi qu'à plusieurs écuries de Formule 1 comme Team Lotus, Ligier, Larrousse et Scuderia Minardi.
Il devient par la suite responsable de l'organisation du championnat Superbike en 1995-1996 avant d'être nommé vice-président et directeur commercial de la société de Tom Walkinshaw, TWR, qui signe de nombreux partenariats avec des écuries engagées en Formule 1 (Ligier et Arrows), en BTCC (Volvo), aux 24 Heures du Mans (Nissan), en IndyCar Series (Cheever-Red Bull Racing).
Renault F1 Team fait appel à lui en 2003 pour coordonner la liaison entre ses départements moteurs et châssis. De 2004 à 2005, il rejoint le groupe MEL/MCT/Menard Group en tant que vice-président et directeur commercial avant de rejoindre Super Aguri en 2006,.

### Directeur technique: Mark Preston
Ancien chef de projet chargé de l'analyse des crash-tests chez Holden, Preston intègre le monde de la compétition automobile en 1995 en tant que copropriétaire de l'écurie Spectrum engagée en Formule Ford australienne, écurie qui se fait remarquer lorsque son pilote, Jason Bargwanna, termine second du championnat en 1996.
De 1996 à 2002, il officie au sein de l'écurie de Formule 1 Arrows, d'abord en tant qu'ingénieur analyste puis en qualité de responsable de l'analyse performance du véhicule avant d'être nommé responsable du département Recherches et Développement de l'équipe de tests.
Il passe ensuite chez McLaren où il exerce d'abord la fonction d'ingénieur chargé des tests et simulations sur ordinateur puis designer principal chargé de la conception des châssis et exerce cette fonction jusqu'en 2004.
En 2004, il fonde sa société Preston Racing, avec laquelle il ambitionne d'accéder à la Formule 1 ou encore s'engager en championnat WTCC ou prendre part aux 24 Heures du Mans.
Faute de moyens financiers, il abandonne son projet de création d'écurie et rejoint Super Aguri en 2006 en tant que « Chief Technical Officer » puis devient directeur technique l'année suivante,.

### Directeur sportif: Graham Taylor
Graham Taylor intègre le monde de la compétition automobile en 1985 en tant que chef mécanicien de l'écurie Dragon Motorsport basée à Oxford et fondée par Doug Bebb, un ancien de chez Williams. En 1988, l'écurie engage notamment des Lotus 17 pour Mika Häkkinen et Allan McNish en Formule Vauxhall. Au volant des monoplaces préparées par Taylor, le Finlandais remporte le titre européen tandis que son coéquipier remporte six victoires.
En 1990, Taylor passe à la catégorie supérieure au sein de l'écurie Paul Stewart Racing fondée par le fils du champion du monde Jackie Stewart. En Formule 3 britannique, l'équipe remporte trois championnats consécutifs grâce à Dario Franchitti en 1993, Owen McAuley en 1994 et Jonny Kane en 1995. Il change de discipline en 1995 et devient ingénieur de piste en Super Touring Car Programme au sein de la structure Audi Sport UK jusqu'en 1997 où il passe à la concurrence chez Volvo-TWR.
En 2000, il accède à la Formule 1 chez Arrows, qui appartient également à Tom Walkinshaw, et y occupe successivement les postes d'ingénieur de piste puis de directeur sportif en 2001. En 2003, il exerce la fonction de team-manager de la nouvelle écurie American Spirit Team Johansson fondée par l'ancien pilote de Formule 1 Stefan Johansson et qui débute en CART. Le pilote Ryan Hunter-Reay arrache une troisième place sur le tracé routier de Mid-Ohio et boucle la saison par une victoire à Surfers Paradise en Australie.
Lorsque American Spirit Team Johansson fait faillite à la fin de la saison, Taylor retourne chez Audi (et également chez SEAT, une autre filiale du groupe Volkswagen AG) en tant qu'ingénieur de course. Sous sa houlette, l'écurie ADT Audi North America Champion Racing, qui confie des Audi R8 à Frank Biela et Emanuele Pirro, remporte le championnat American Le Mans Series en 2005 avec quatre victoires.
Graham Taylor rejoint Super Aguri en 2006 en tant que chef ingénieur de piste avant de devenir directeur sportif l'année suivante,.

### Designer en chef: Peter McCool
Titulaire d'un diplôme d'ingénieur en aéronautique, Peter McCool intègre la société McLaren Technology Group en tant qu'aérodynamicien en 1991. En 1995, il fonde sa propre société de design et travaille en étroite collaboration avec Reynard Motorsport qui propose des châssis destinés aux championnats de Formule Ford, Formule 3, Formule 3000, Formula Nippon et CART.
Après la faillite de la société Reynard en 2001, McCool, privé de sa principale source de revenus, devient directeur technique de l'écurie Apollo Racing engagée en NASCAR Winston Racing Series.
En 2003, il retourne en Europe en tant que prestataire de service chargé de la conception des châssis pour l'écurie McLaren Racing. Il rejoint les rangs de Super Aguri au début de la saison 2006,.

## Résultats en championnat du monde de Formule 1

### Résultats de l'écurie
| Saison | Écurie                     | Châssis                           | Moteur          | Pneus       | Pilotes                                             | Grands Prix disputés | Points inscrits | Classement |
| ------ | -------------------------- | --------------------------------- | --------------- | ----------- | --------------------------------------------------- | -------------------- | --------------- | ---------- |
| 2006   | Super Aguri Formula 1 Team | Super Aguri SA05 Super Aguri SA06 | Honda RA806E V8 | Bridgestone | Takuma Satō Yuji Ide Sakon Yamamoto Franck Montagny | 18                   | 0               | 11e        |
| 2007   | Super Aguri Formula 1 Team | Super Aguri SA07                  | Honda RA807E V8 | Bridgestone | Takuma Satō Anthony Davidson                        | 17                   | 4               | 9e         |
| 2008   | Super Aguri Formula 1 Team | Super Aguri SA08A                 | Honda RA808E V8 | Bridgestone | Takuma Satō Anthony Davidson                        | 4                    | 0               | 11e        |

| Saison | Écurie                     | Châssis   | Moteur          | Pneumatiques | Pilotes          | Courses | Courses | Courses | Courses | Courses | Courses | Courses | Courses | Courses | Courses | Courses | Courses | Courses | Courses | Courses | Courses | Courses | Courses | Points inscrits | Classement |
| Saison | Écurie                     | Châssis   | Moteur          | Pneumatiques | Pilotes          | 1       | 2       | 3       | 4       | 5       | 6       | 7       | 8       | 9       | 10      | 11      | 12      | 13      | 14      | 15      | 16      | 17      | 18      | Points inscrits | Classement |
| ------ | -------------------------- | --------- | --------------- | ------------ | ---------------- | ------- | ------- | ------- | ------- | ------- | ------- | ------- | ------- | ------- | ------- | ------- | ------- | ------- | ------- | ------- | ------- | ------- | ------- | --------------- | ---------- |
| 2006   | Super Aguri Formula 1 Team | SA05 SA06 | Honda RA806E V8 | Bridgestone  |                  | BHR     | MAL     | AUS     | SMR     | EUR     | ESP     | MON     | GBR     | CAN     | USA     | FRA     | ALL     | HON     | TUR     | ITA     | CHI     | JAP     | BRÉ     | 0               | 11e        |
| 2006   | Super Aguri Formula 1 Team | SA05 SA06 | Honda RA806E V8 | Bridgestone  | Takuma Satō      | 18e     | 14e     | 12e     | Abd     | Abd     | 17e     | Abd     | 17e     | 15e     | Abd     | Abd     | Abd     | 13e     | Nc      | 16e     | Dsq     | 15e     | 10e     | 0               | 11e        |
| 2006   | Super Aguri Formula 1 Team | SA05 SA06 | Honda RA806E V8 | Bridgestone  | Yuji Ide         | Abd     | Abd     | 13e     | Abd     |         |         |         |         |         |         |         |         |         |         |         |         |         |         | 0               | 11e        |
| 2006   | Super Aguri Formula 1 Team | SA05 SA06 | Honda RA806E V8 | Bridgestone  | Franck Montagny  |         |         |         |         | Abd     | Abd     | 16e     | 18e     | Abd     | Abd     | 16e     |         |         |         |         |         |         |         | 0               | 11e        |
| 2006   | Super Aguri Formula 1 Team | SA05 SA06 | Honda RA806E V8 | Bridgestone  | Sakon Yamamoto   |         |         |         |         |         |         |         |         |         |         |         | Abd     | Abd     | Abd     | Abd     | 16e     | 17e     | 16e     | 0               | 11e        |
| 2007   | Super Aguri Formula 1 Team | SA07      | Honda RA807E V8 | Bridgestone  |                  | AUS     | MAL     | BHR     | ESP     | MON     | CAN     | USA     | FRA     | GBR     | EUR     | HON     | TUR     | ITA     | BEL     | JAP     | CHI     | BRÉ     |         | 4               | 9e         |
| 2007   | Super Aguri Formula 1 Team | SA07      | Honda RA807E V8 | Bridgestone  | Takuma Satō      | 12e     | 13e     | Abd     | 8e      | 17e     | 6e      | Abd     | 16e     | 14e     | Abd     | 15e     | 18e     | 16e     | 15e     | 15e     | 14e     | 12e     |         | 4               | 9e         |
| 2007   | Super Aguri Formula 1 Team | SA07      | Honda RA807E V8 | Bridgestone  | Anthony Davidson | 16e     | 16e     | 16e     | 11e     | 18e     | 11e     | 11e     | Abd     | Abd     | 12e     | Abd     | 14e     | 14e     | 16e     | Abd     | Abd     | 14e     |         | 4               | 9e         |
| 2008   | Super Aguri Formula 1 Team | SA08A     | Honda RA808E V8 | Bridgestone  |                  | AUS     | MAL     | BHR     | ESP     | TUR     | MON     | CAN     | FRA     | GBR     | GER     | HON     | EUR     | BEL     | ITA     | SIN     | JAP     | CHI     | BRÉ     | 0               | 11e        |
| 2008   | Super Aguri Formula 1 Team | SA08A     | Honda RA808E V8 | Bridgestone  | Takuma Satō      | Abd     | 16e     | 17e     | 13e     | Forf    |         |         |         |         |         |         |         |         |         |         |         |         |         | 0               | 11e        |
| 2008   | Super Aguri Formula 1 Team | SA08A     | Honda RA808E V8 | Bridgestone  | Anthony Davidson | Abd     | 15e     | 16e     | Abd     | Forf    |         |         |         |         |         |         |         |         |         |         |         |         |         | 0               | 11e        |

Légende : ici 

Note : En 2008, l'équipe se retire du championnat de Formule 1 après le quatrième Grand Prix.

### Résultats des pilotes
| Pilote           | Monoplaces           | Numéros d'engagement | Grands Prix disputés | Meilleure qualification | Abandons | Arrivées dans les points | Meilleur classement en course | Points inscrits |
| ---------------- | -------------------- | -------------------- | -------------------- | ----------------------- | -------- | ------------------------ | ----------------------------- | --------------- |
| Takuma Satō      | SA05 SA06 SA07 SA08A | 22 18                | 11 7 17 4            | 17e 17e 10e 19e         | 5 1 3 1  | 0 2 0                    | 12e 10e 6e 13e                | 0 4 0           |
| Yuji Ide         | SA05                 | 23                   | 4                    | 18e                     | 3        | 0                        | 13e                           | 0               |
| Franck Montagny  | SA05                 | 23                   | 7                    | 19e                     | 4        | 0                        | 16e                           | 0               |
| Sakon Yamamoto   | SA06                 | 23                   | 7                    | 19e                     | 4        | 0                        | 16e                           | 0               |
| Anthony Davidson | SA07 SA08A           | 23 19                | 17 4                 | 11e 21e                 | 5 2      | 0                        | 11e 15e                       | 0               |